# Arquitectura en Estados Unidos

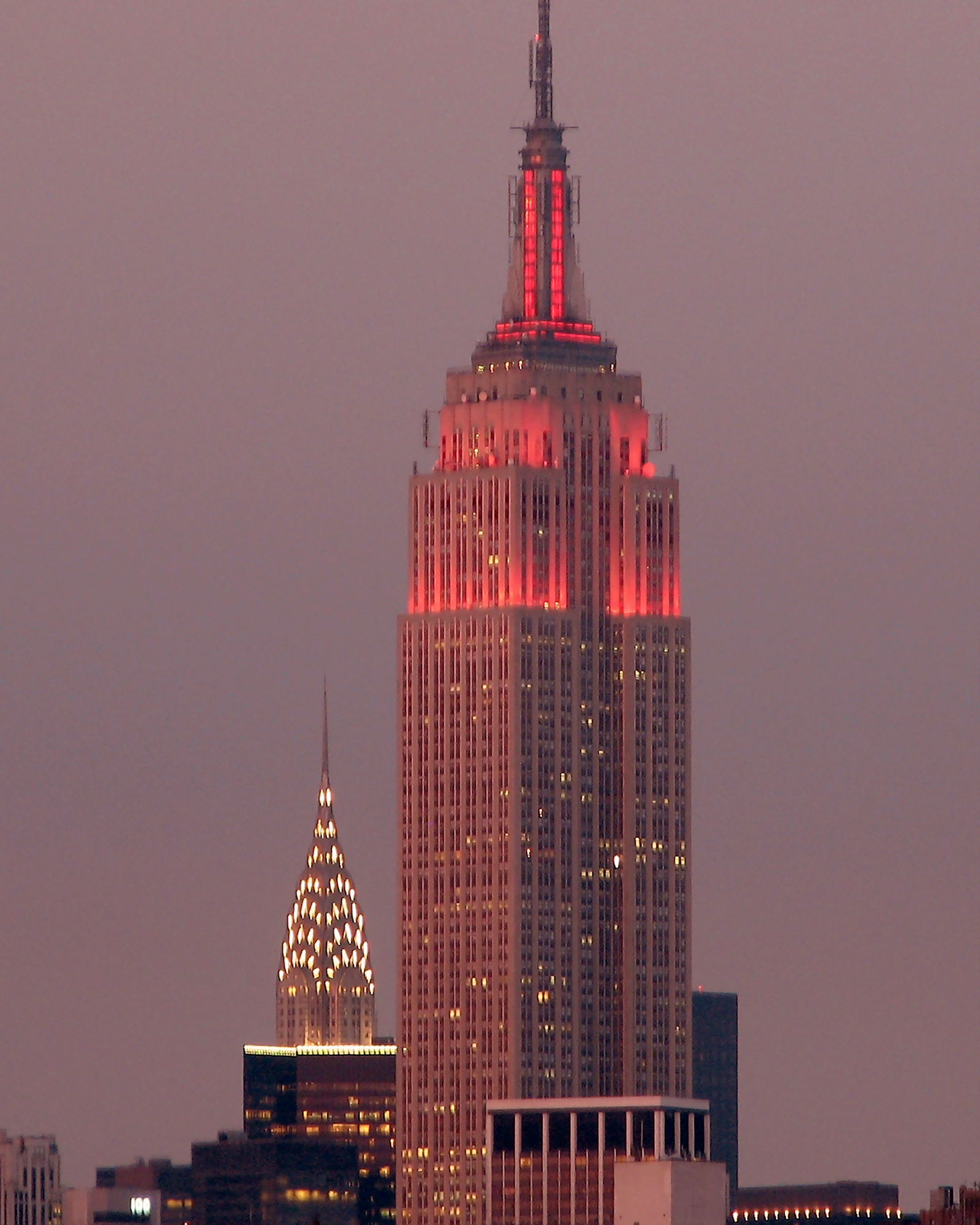
El Chrysler Building (atrás a la izquierda) y el Empire State Building (en primer plano a la derecha), Nueva York, 1929-1931, art déco, dos de los iconos de la arquitectura estadounidense.

La arquitectura en Estados Unidos tiene una historia relativamente reciente ya que sus primeros pobladores, los amerindios, no dejaron edificios tan espectaculares como los realizados en México o Perú. Estados Unidos es una nación multicultural, donde convive una amplia variedad de grupos étnicos, tradiciones y valores. Aparte de las ahora pequeñas poblaciones de nativos americanos y hawaianos, casi todos los estadounidenses o sus antepasados emigraron durante los últimos cinco siglos y su cultura común es una cultura occidental, que en gran parte proviene de las tradiciones de los inmigrantes europeos con influencias de muchas otras fuentes.
Desde la colonización europea, la arquitectura realizada en una primera etapa colonial (siglos XVI-XVIII) estuvo marcada por la influencia hispánica en el Sur e inglesa en la costa Este. La arquitectura de la nueva nación (siglo XIX) siguió apegada a las corrientes artísticas del Viejo Continente, en una época de auge del clasicismo seguida por un momento marcado por los múltiples academicismos, historicismos y eclecticismos, bien acogidos en una sociedad multiseleccional. Surgen en el siglo XIX algunas variedades estilísticas locales adaptadas al país —estilo federal y estilo Misión—y al final otras ya plenamente estadounidenses, como la Escuela de Chicago o la Prairie School. En el último cuarto de siglo, con el invento del ascensor y el desarrollo de las estructuras metálicas, aparece un tipo arquitectónico plenamente estadounidense, el rascacielos, que tendrá un gran desarrollo y que se convertirá en símbolo de la modernidad y de la pujanza de la nación en el siglo XX y que espontáneamente se asocia con la arquitectura del país.
En 2006 y 2007, el American Institute of Architects patrocinó, en el marco de las conmemoraciones de su 150.º aniversario, una investigación para identificar las 150 obras más populares de la arquitectura en los Estados Unidos, que comunicó publicando la lista America's Favorite Architecture. Esa discutida lista es un buen reflejo de la arquitectura realizada en el país en los últimos tres siglos.

## La arquitectura de los amerindios en el territorio actual de los Estados Unidos

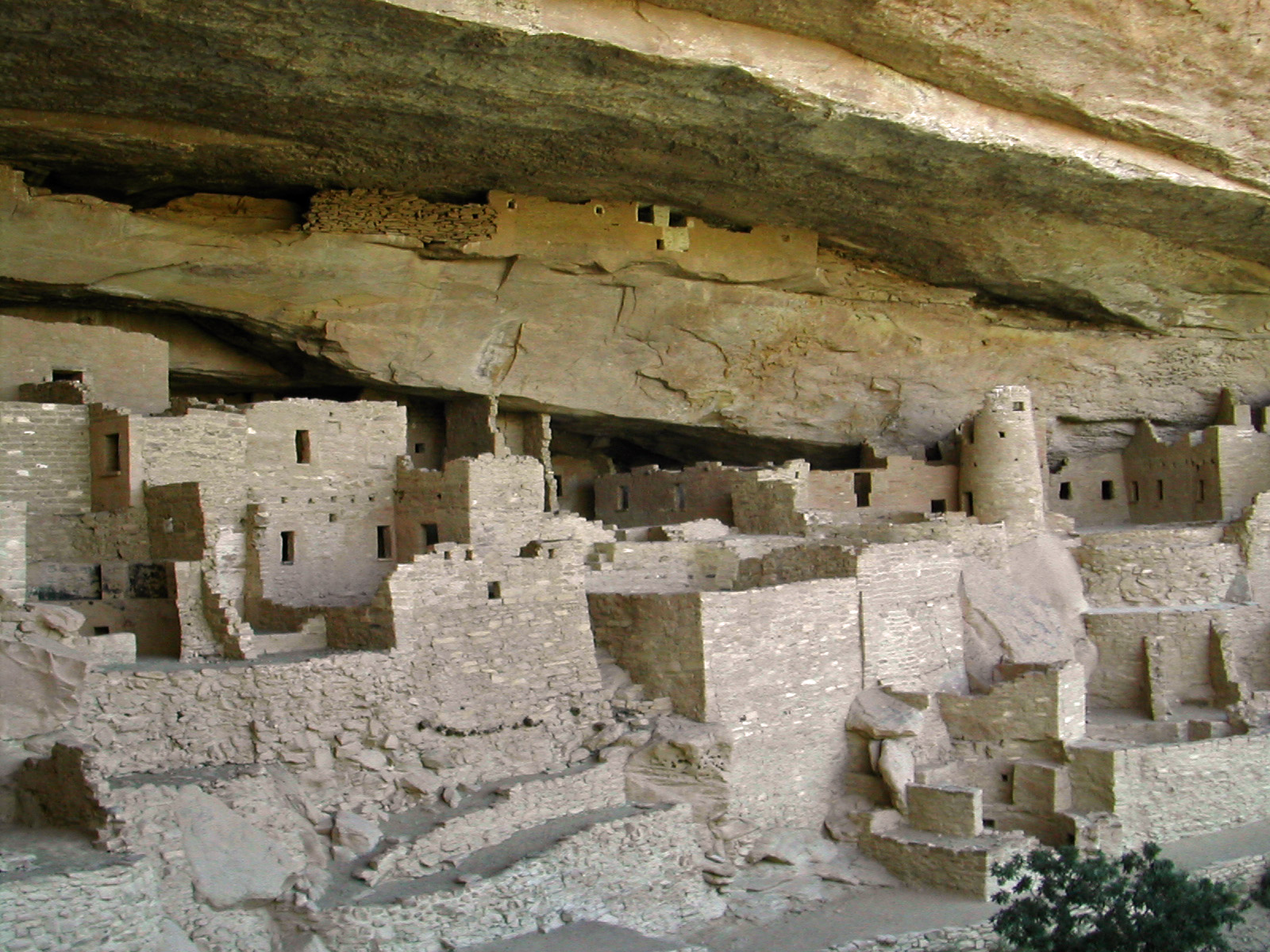
Mesa Verde, Colorado, arquitectura amerindia

Los ejemplos de arquitectura más antiguos en Estados Unidos se concentran en dos núcleos principales. El primero de ellos está en la mitad oriental del país, donde se encuentran testimonios muy antiguos de la cultura de los Mound Builders (constructores de túmulos, ya que construían pirámides de tierra para enterrar a sus muertos), como la cultura Adena y la cultura misisipiana. El segundo núcleo está en el suroeste, región que habitaban civilizaciones ya desaparecidas en el momento de la llegada de Cristóbal Colón a América. Los asentamientos arqueológicos más conocidos de este segundo núcleo pertenecen a la cultura Anasazi, (Mesa Verde, Colorado) y a los indios pueblo (Monumento nacional de las Ruinas Aztecas, Nuevo México). 

### La Arquitectura Pre-Colonial.
Se considera como todas aquellas edificaciones que construyeron los exploradores e inmigrantes (mayormente de países europeos) que llegaban a las tierras norteamericanas, no pensando en la colonización, sino en la búsqueda de nuevas riquezas y tierras. Un ejemplo son las incursiones vikingas. Los exploradores levantaron refugios de estilo medieval, tales como la Peak House en Massachusetts, cuyas características principales son:
- Área: 37 metros cuadrados, incluido un loft en el segundo piso.
- Planta: un plano rectangular, un espacio habitable abierto con una gran chimenea de mampostería para subdividirlo, con un loft abierto arriba, conectado por una escalera.
- Estética de origen medieval: sin aleros, ventanas diminutas, adornos mínimos, los techos inclinados eran necesarios para la cobertura de paja en Europa. Techo a dos aguas simétrico con tejas de madera.[1]

## La arquitectura colonial (siglos XVI-XVIII)

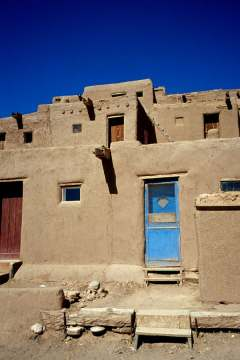
Taos, Nuevo México. Un ejemplo de construcción en adobe de los pueblos amerindios norteamericanos.

Cuando los europeos se instalaron en América del Norte, llevaron sus tradiciones arquitectónicas y sus técnicas de construcción. La arquitectura colonial está, por tanto, muy vinculada a las influencias occidentales. La construcción depende de los materiales disponibles allí: la madera y el ladrillo son elementos omnipresentes de los edificios ingleses de Nueva Inglaterra. Está también ligada a la lógica de colonización que da lugar a una apropiación política del espacio por la metrópoli (palacios del gobernador, fuertes). La marca del dominio europeo es tanto económica (aduanas, plantaciones, almacenes) como religiosa (iglesias, templos protestantes, misiones franciscanas y jesuitas).

### La influencia hispánica en el sur

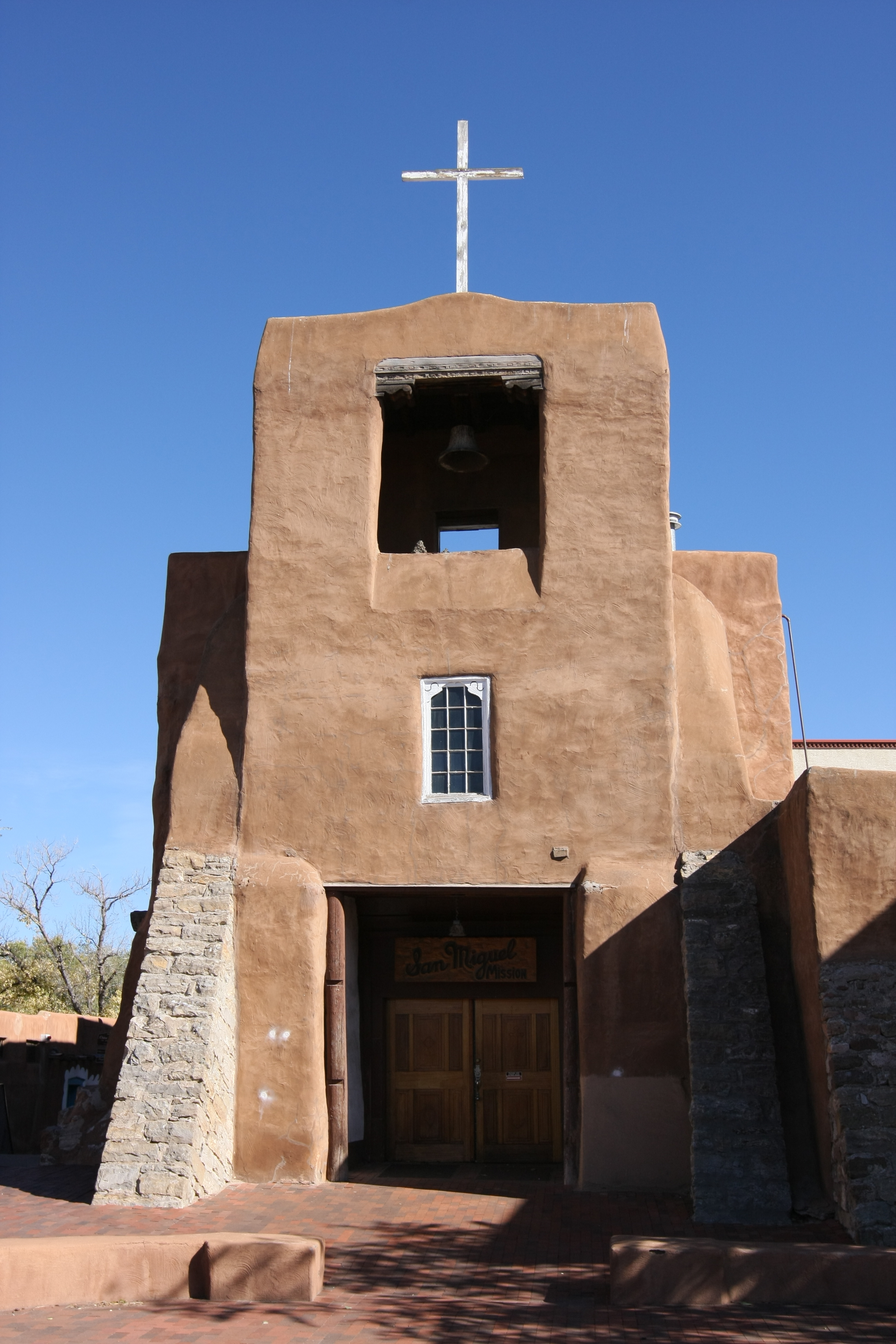
Capilla católica de la Misión de San Miguel en Nuevo México, construida en 1610 durante el virreinato de Nueva España en la Comandancia General de las Provincias Internas.

La exploración española del suroeste americano comienza en los años 1540. El conquistador Francisco Vázquez de Coronado recorre esta región árida en busca de las míticas ciudades de oro de los indios Pueblos. Estos últimos construyen casas en adobe (masa de barro desecada al sol). Se sujetan gracias a vigas de madera hechas a propósito. La forma cúbica de las construcciones y su enrevesada organización dan a los pueblos este aspecto tan singular, que será retomado más tarde por el americano (estilo pueblo).: 26 
Se imagina la decepción del conquistador ante estas modestas construcciones sin ornamentación, pero al abrigo del cual la temperatura sigue siendo constante y fresca. Los españoles finalmente conquistaron estos pueblos e hicieron de Santa Fe la capital administrativa de la región en 1609. El palacio de los gobernadores se construye entre 1610 y 1614 mezclando las influencias indias (adobe) y españolas (rejillas en hierro forjado).: 26  La obra es alargada y posee un patio. La capilla San Miguel de Santa Fe data de 1610 y emplea la técnica del adobe que da a este edificio religioso una majestuosidad y una austeridad sorprendentes.
En el siglo XVII y siglo XVIII, los españoles fundan una serie de fuertes (presidios) desde la actual Los Ángeles a la actual San Francisco. Crean una red de misiones en la región del suroeste. El más famoso es seguramente el de San Antonio en Texas (Fuerte Álamo). Posee una iglesia en adobe, con una nave rectangular, con contrafuertes exteriores, dos campanarios simétricos y sin ornamentación.: 27  La Misión San Xavier del Bac en Arizona es un buen ejemplo del estilo churriguerense en voga en el resto de América Latina. La fachada está encuadrada por dos vueltas masivas y el pórtico tiene estípites, columnas trabajadas que sólo sirven de ornamentación.
La soberanía española concierne también a Florida de manera discontinua de 1559 a 1821. Aquí, el conch style conoció un cierto éxito en Pensacola por ejemplo. Se trata de adornar las casas con balcones en hierro forjado; se encuentra esta tendencia en el barrio francés de Nueva Orleans, en Luisiana. Los españoles construyeron también fuertes como los de Pensacola y de Santa Agustina (Castillo de San Marcos, anteriormente monumento nacional Fort Marion), que son los raros vestigios arquitectónicos del siglo XVII que permanecen en los Estados Unidos.

### La influencia inglesa en la costa este

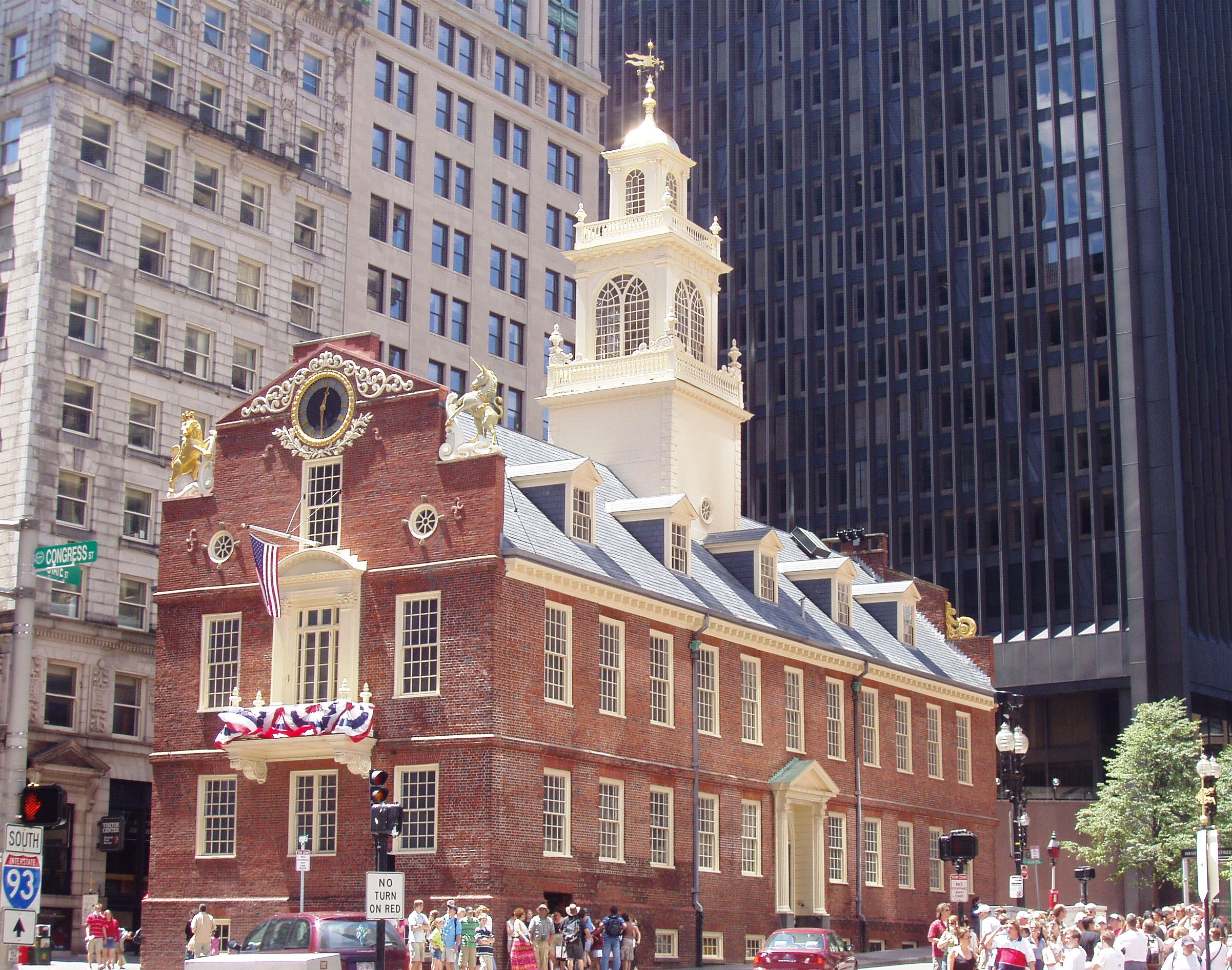
El Viejo Capitolio de Massachusetts en Boston, 1713, estilo georgiano.

La arquitectura colonial de las 13 colonias se caracteriza por el modelo inglés. Pero las diferencias climáticas y religiosas introducen elementos americanos. En Nueva Inglaterra, la casa de Pasteur Capen en Topsfield (Massachusetts, 1683), la posición central de la chimenea está prevista por si se precisa calor en invierno.: 27  Está cubierta con tablas y utiliza la madera para la estructura, dos características específicamente americanas. El puritanismo impone lugares de culto simples y sobrios, alejados de toda ornamentación ostentativa: los reunión houses (casa de reunión) hacen de oficina del templo y también de lugar de socialización.: 28  En el Old Ship Meeting House de Hingham (Massachusetts, 1681), el púlpito se coloca en el centro y la estructura se deja voluntariamente visible y desnuda.

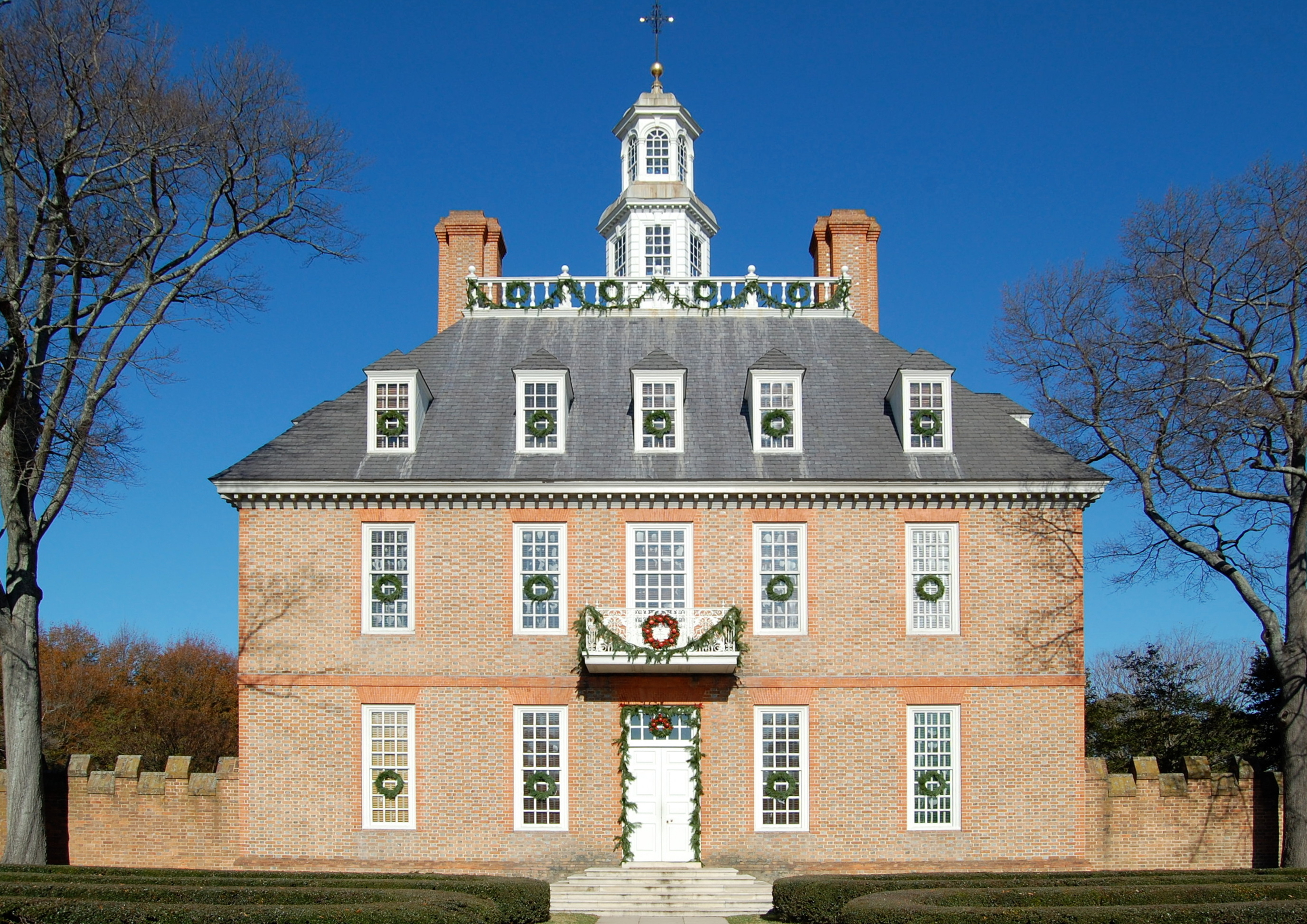
Palacio de los gobernadores 1706-1720, Williamsburg (Virginia), estilo georgiano.

En el siglo XVIII se desarrollan el estilo georgiano y el palladianismo a partir de la ciudad de Williamsburg en Virginia. El palacio del gobernador, construido en 1706-1720, se precede de una extensa pared de entrada y encima una claraboya colocada sobre una plataforma con barandilla.: 29  Respeta el principio de simetría. Asocia materiales que se encuentran en Nueva Inglaterra: el ladrillo rojo, la madera pintada en blanco y la pizarra azul para el techo de dos aguas. Sirve de modelo a las residencias de los cultivadores y ricos negociantes de la costa atlántica (véase abajo “casas aristocráticas americanas”).
En la arquitectura religiosa, los elementos comunes son la utilización del ladrillo, a veces del estuco imitando la piedra y de una única aguja que supera la altura de la entrada: la iglesia San Miguel de Charleston (1761) o la de San Pablo Chapel of Trinity de Nueva York (1766) son una buena ilustración. Los arquitectos de este período están muy influidos por los cánones del Viejo Mundo. Peter Harrison (1716 - 1755) informa en sus viajes de las técnicas europeas que se aplican en el Estado de Rhode Island: entre 1748 y 1761, construye la biblioteca Redwood y el mercado de Newport. Boston y Salem son las dos principales ciudades donde el estilo inglés se manifiesta, pero un estilo purificado y adaptado al método de vida americano. El arquitecto Charles Bulfinch dota el Massachusetts State House en 1795 - 1798 de una cúpula dorada original. Trabaja en la construcción de varias casas del barrio de Beacon Hill y de Louisburg Plaza en su ciudad natal de Boston.: 32 

### Otras influencias coloniales europeas
Las influencias holandesas se desarrollaron alrededor de 1630, con la llegada de colonos holandeses a Nueva Ámsterdam y el valle del río Hudson en lo que hoy es el estado de Nueva York y en Bergen, en lo que hoy es Nueva Jersey. Inicialmente, los colonos construyeron pequeñas cabañas de una habitación con paredes de piedra y techos empinados para permitir un loft en el segundo piso. Alrededor de 1670, las casas de dos pisos con hastiales eran comunes en Nueva Amsterdam.
Por su parte, las influencias francesas se desarrollaron en los asentamientos del país de Illinois y la Luisiana francesa. Se cree que estuvieron influidas principalmente por los estilos de construcción del Canadá francés y el Caribe. Tuvo sus inicios en 1699, con el establecimiento de la Luisiana francesa, pero continuó construyéndose después de que España asumiese el control del territorio colonial en 1763. Los estilos de construcción que evolucionaron durante el período colonial francés incluyen la cabaña criolla, la casa adosada criolla y la plantación criolla francesa.

## La arquitectura pública de la nueva nación (sigloXIX)

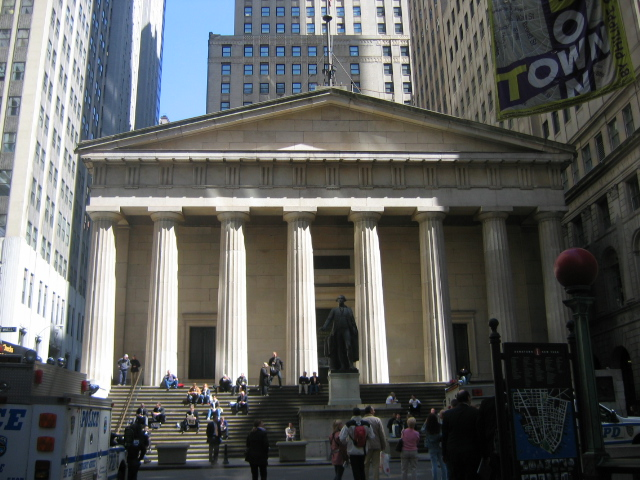
Federal Hall, de 1830, Nueva York, estilo Federal Hall

En 1776, los miembros del Congreso declaran la independencia de las 13 colonias americanas. El Tratado de París (1783) reconoce la existencia de un nuevo país republicano, los Estados Unidos de América. Si hay ruptura con Reino Unido a nivel político, las influencias inglesas siguen señalando los edificios construidos en esta parte del Nuevo Mundo. Los pedidos públicos, filantrópicos y comerciales se desarrollan en paralelo con el crecimiento demográfico y la extensión territorial. Los edificios de las nuevas instituciones federales y judiciales adoptan el vocabulario clásico (columnas, cúpula y frontón), en referencia a la Antigüedad grecorromana. Las publicaciones relativas a la arquitectura se multiplican: en 1797, Asher Benjamin publica The Country Builders Assistant.: 38  Los americanos pretenden afirmar su independencia en todos los ámbitos: política, económica y también cultural, con la fundación de universidades y de museos. Es al final del siglo XIX cuando esta independencia y este dinamismo se expresan mejor.

### La visión de Thomas Jefferson: arquitectura, república y democracia

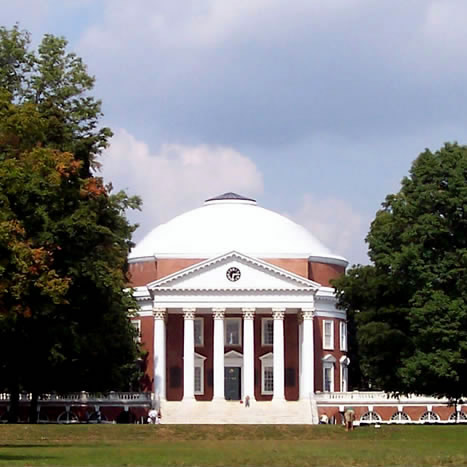
La rotonda de la Universidad de Virginia, diseñada por Thomas Jefferson, 1817, estilo palladiano.

Thomas Jefferson, que fue presidente de Estados Unidos entre 1801 y 1809, manifestó interés por varios ámbitos incluido la arquitectura. Residiendo en sucesivas ocasiones en Europa, deseó aplicar la sintaxis formal del palladianismo y de la Antigüedad a edificios públicos y privados, en las ciudades y en el campo. Contribuyó a este respecto al plan de la Universidad de Virginia, construida a partir de 1817. El proyecto, completado por Benjamin Latrobe, le permite aplicar sus concepciones arquitectónicas. La biblioteca universitaria se sitúa bajo una rotonda coronada por una cúpula que se inspira en el Panteón de Roma.: 34  El conjunto presenta una gran homogeneidad gracias a la utilización del ladrillo y la madera pintada de blanco. Para el Capitolio de Richmond en Virginia (1785 - 1796), Jefferson tomó partido por imitar la Maison Carrée de Nimes, pero eligiendo el orden jónico para sus columnas. Hombre de las Luces, Thomas Jefferson participó en la emancipación de la arquitectura del Nuevo Mundo imponiendo su visión de un arte al servicio de la democracia.: 35  Contribuyó a desarrollar el estilo federal en su país y a adaptar la arquitectura neoclásica europea a los valores republicanos nacidos de la Revolución americana.

### El estilo neoclásico

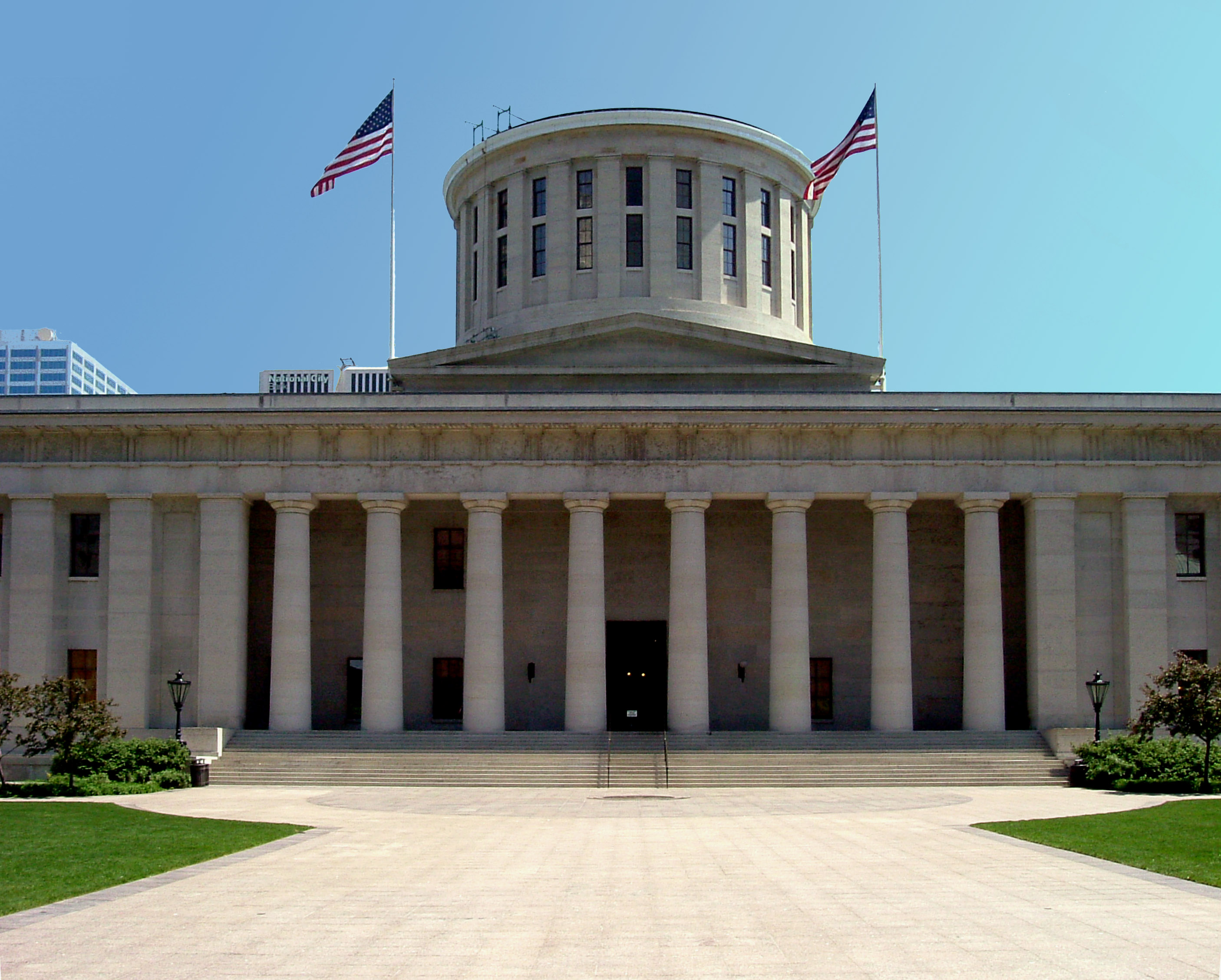
El Capitolio de Columbus (Ohio), 1861, Henry Walters, estilo neoclásico.

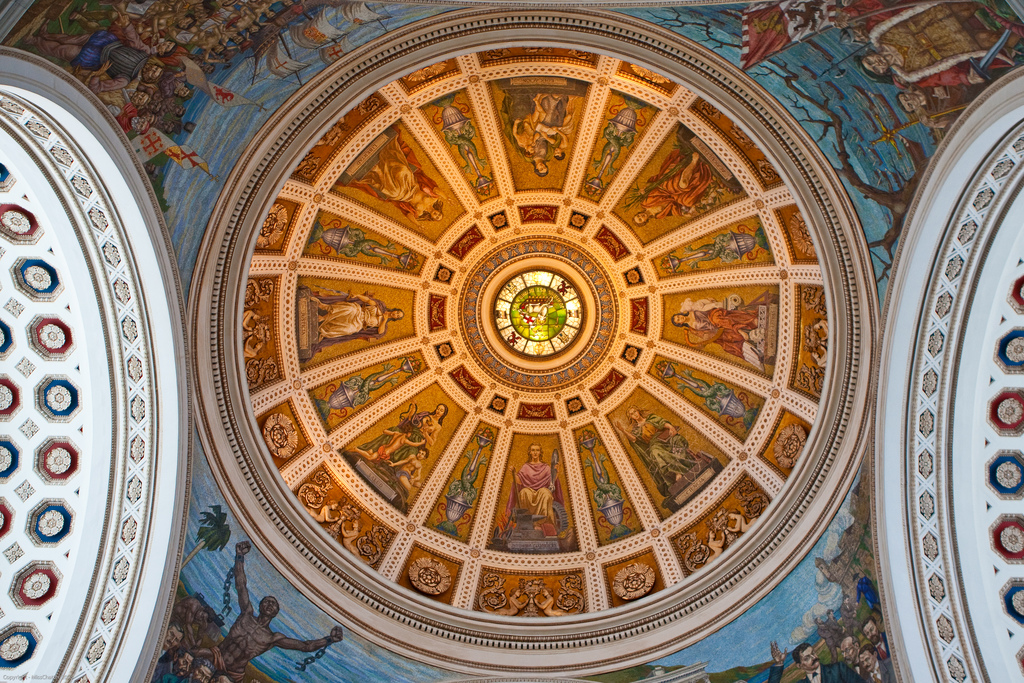
La cúpula del Capitolio en San Juan Puerto Rico.

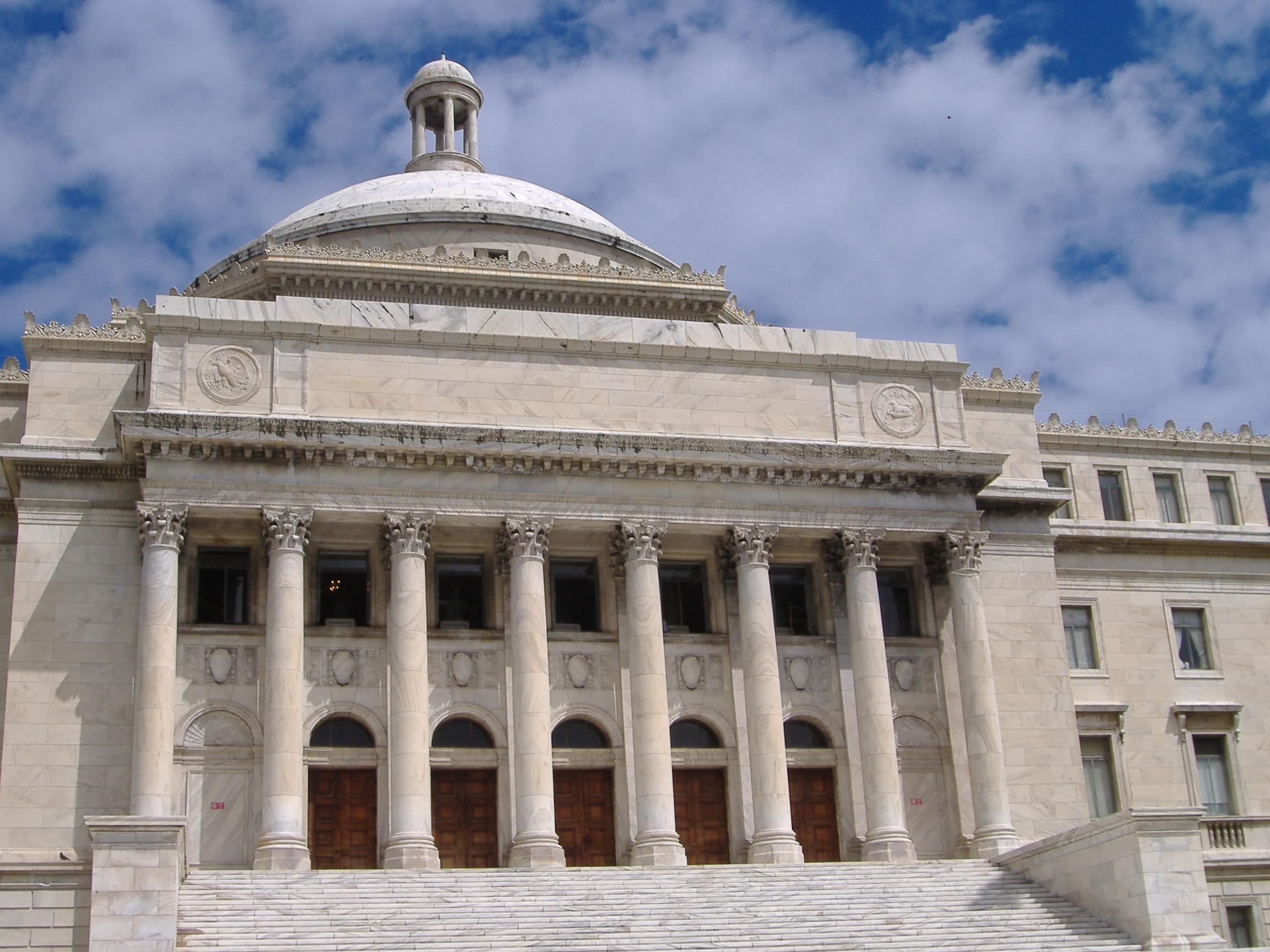
El Capitolio de San Juan Puerto Rico, 1929, Estilo único, construido en mármol.

El estilo neoclásico ejerce un verdadero atractivo sobre los arquitectos que trabajan en los Estados Unidos en la primera mitad del siglo XIX. La joven nación, liberada de la tutela británica, cree ser la nueva Atenas, es decir un foco de la democracia. La constitución, redactada en 1787, da nacimiento a nuevas instituciones que requieren edificios e imponen los principios de soberanía nacional y separación de los poderes. La arquitectura oficial e incluso civil o religiosa (lo que constituye la originalidad de los Estados Unidos), refleja esta visión y toma para modelo los edificios de la Acrópolis. Los Propileos se reproducen a otra escala delante de las casas en las campiñas de la costa oriental. Benjamin Latrobe (1764-1820) y sus alumnos William Strickland (1788-1854) y Robert Mills (1781-1855) obtienen pedidos para construir bancos e iglesias en las grandes ciudades (Filadelfia, Baltimore y Washington D. C.). Sobre todo, los Capitolios de los Estados federados adoptan el estilo neoclásico como en Carolina del Norte (Capitolio de Raleigh), reconstruido en 1833-1840 después de un incendio o en el de Indiana (Capitolio de Indianápolis). Uno de los ejemplos más tardíos de esta tendencia es el Capitolio de Columbus en Ohio, diseñado por Henri Walters y acabado en 1861. La fachada sobria, la cornisa continua y la ausencia de cúpula dan una impresión de austeridad y de grandeza al edificio. Presenta un plano simétrico y alberga el tribunal supremo y una biblioteca.

### La arquitectura oficial en WashingtonD.C.

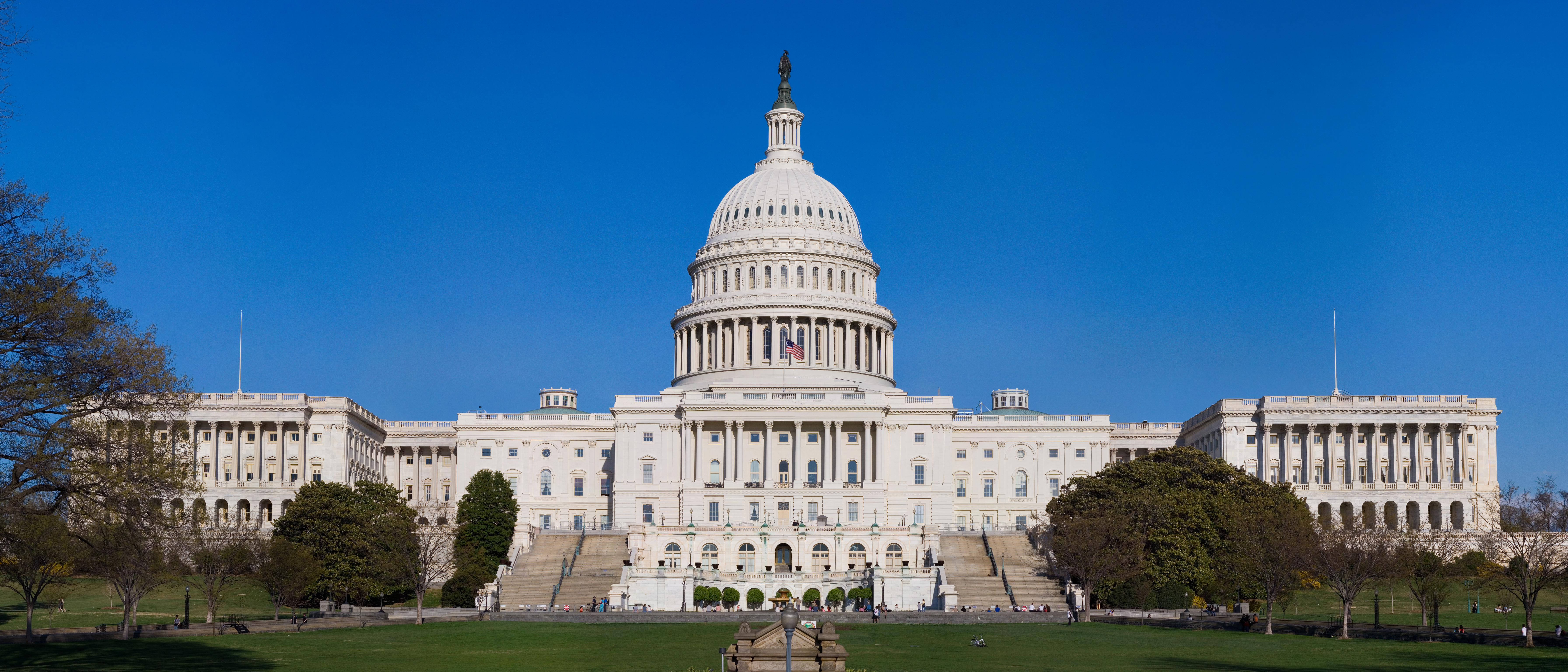
El Capitolio de los Estados Unidos de América, Washington D. C., 1815-1830, estilo neoclásico.

La capital federal de los Estados Unidos es un bello ejemplo de urbanismo homogéneo: el conjunto fue imaginado por el francés Pierre Charles L'Enfant. Este ideal de ciudad monumental y neoclásica es revivido por los mantenedores del movimiento City Beautiful. Varias ciudades quisieron aplicar este concepto, que se inscribe en la tendencia de las Bellas Artes], pero Washington D. C. parecen el de más éxito entre todos. La Casa Blanca se ha construido después de la creación de Washington D. C., por la ley del Congreso de diciembre de 1790. Después de un concurso para hacerla se eligió el diseño de un americano de origen irlandés, James Hoban, y la construcción comenzó en octubre de 1792. El edificio concebido se copió del primer y segundo piso de Leinster House, un palacio ducal de Dublín en Irlanda y que es ahora la sede del Parlamento irlandés. Pero durante la guerra de 1812, una gran parte de la ciudad se quemó, y el incendio devastó la Casa Blanca. Sólo las paredes exteriores permanecieron de pie, pero se reconstruyó. Las paredes se pintaron en blanco para encubrir los daños causados por el humo. Al principio del siglo XX, se añadieron dos nuevas alas para hacer frente al desarrollo del Gobierno. El Capitolio de los Estados Unidos de América se construyó en etapas sucesivas a partir de 1792. Poco después del final de la construcción, es parcialmente quemado por los británicos durante la Guerra de 1812. Su reconstrucción comienza en 1815 no terminarse sino en 1830. Durante los años 1850, el edificio fue agrandado de forma importante por Thomas U. Walter. En 1863, una imponente estatua, Freedom, se colocó en la cumbre de la cúpula. El Washington Monumento es un monumento en forma de obelisco creado en honor de George Washington, el primer Presidente americano. Fue Robert Mills quien hizo los planos originales en 1838. Se puede percibir una diferencia de color hacia abajo, porque su construcción se paró debido a la falta de dinero. Con una altura de alrededor de 170 metros, se acabó en 1884 y fue abierto al público en 1888.
El Lincoln Monumento (1915 - 1922) es otro monumento de la misma serie: de mármol y de caliza blancos, el edificio retoma la forma de un templo griego de orden dórico sin frontón.: 74  Su arquitecto, Henri Bacon, formado en las ideas de la escuela de las Bellas Artes, quiso que las 36 columnas del monumento representaran a cada uno de los 36 Estados de la Unión a la muerte de Lincoln. Por fin, Jefferson Monumento es el último gran monumento construido en la tradición de las Bellas Artes, en los años cuarenta. Su arquitecto, John Russell Pope, quiso poner de relieve el gusto de Jefferson para los edificios romanos. Por lo que decidió imitar el panteón de Roma y dotar al edificio de una cúpula espectacular, que se alzó a 39 metros sobre el suelo. Fue criticado severamente por los partidarios de estilo internacional.

### La vuelta a las formas medievales

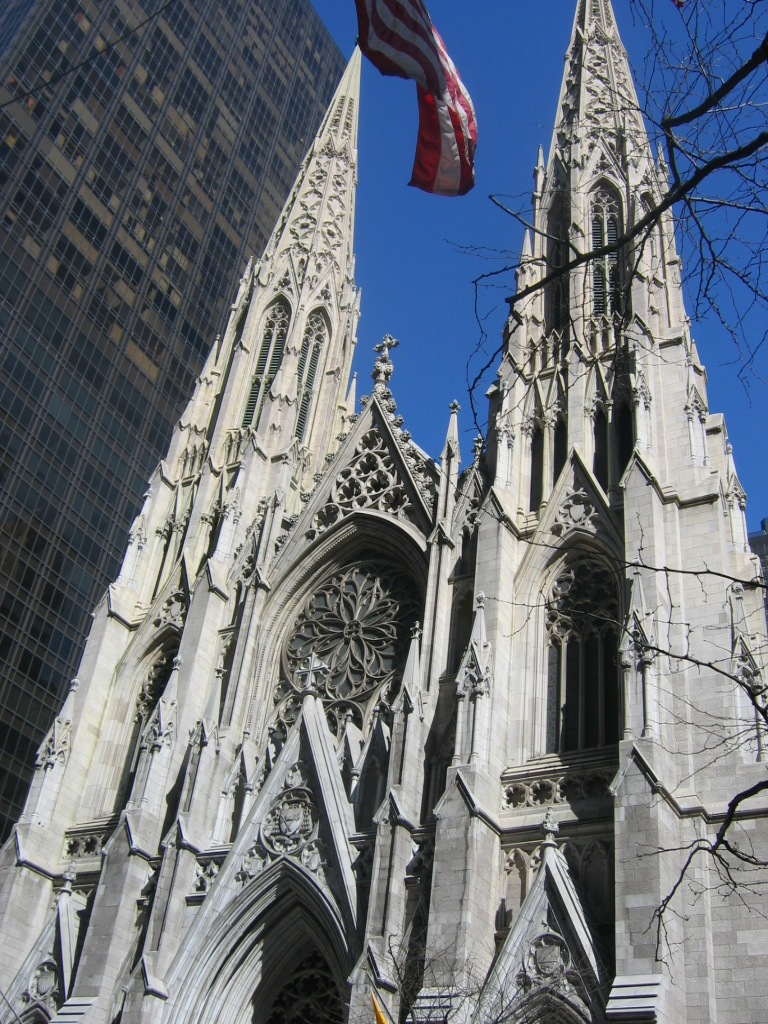
Fachada neogótica de la Catedral de San Patricio de Nueva York, (1885-1888), James Renwick Jr.

El gusto por el gótico nunca ha desaparecido completamente, tanto en Europa como en América. No hay nada más que ver las distintas iglesias que aparecen en el siglo XVIII y en el siglo XIX debido al crecimiento demográfico. A partir de los años 1840, el estilo neogótico tiende a imponerse en los Estados Unidos, bajo el impulso de Andrew Jackson Downing (1815 - 1852).: 41  Se extiende en un contexto de reacción al clasicismo y desarrollo de romanticismo. Se caracteriza por una vuelta al decorado medieval: (chimeneas, gabletes, merlones, ventanas ojivales, gárgolas, vidrieras…) y a la utilización de tejados de gran pendiente. Los edificios adoptan un plano complejo que se aleja de la simetría y el rigor neoclásico.

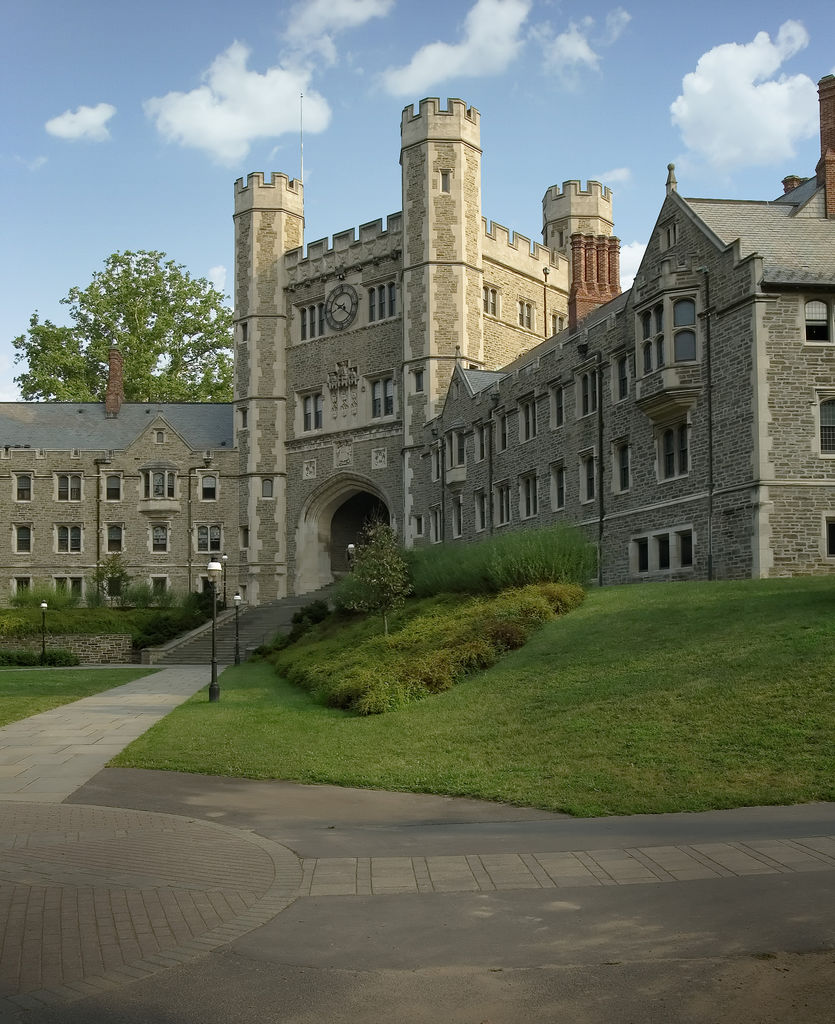
Universidad de Princeton, Nueva Jersey, estilo neogótico.

Pero el neogótico también se utilizó para la construcción de las universidades (Harvard) y de las iglesias. Richard Upjohn (1802 - 1878) se especializa en las iglesias rurales del noreste pero su obra principal queda Trinity Church en Nueva York. Su arquitectura en piedra roja hace referencia al siglo XIV europeo,: 41  pero se encuentra hoy ahogada en medio de los inmensos rascacielos de Manhattan.
Igualmente en Nueva York, es a James Renwick Jr. a quien se debe la Catedral de San Patricio, síntesis elegante de las catedrales de Reims y de Colonia. El proyecto le fue confiado en 1858, pero no estuvo completamente acabado por la construcción de las dos agujas de la fachada hasta 1888. La utilización de materiales más ligeros que la piedra permite prescindir de soportes y contrafuertes exteriores.
Renwick expresó también su talento en Washington D. C. con la construcción del Instituto Smithsoniano. Pero sus detractores le acusan de haber roto la armonía arquitectónica de la capital construyendo un conjunto heterogéneo (préstamos bizantinos, románicos, lombardos y añadidos personales) en ladrillo rojo. El éxito del neogótico se prolongó hasta el principio del siglo XX en numerosos rascacielos, en particular, en Chicago y Nueva York.

### Tendencia al eclecticismo e influencia de la Academia de Bellas Artes (1860-1914)
El eclecticismo es una tendencia en arquitectura que se manifiesta en Occidente entre los años 1860 y la Primera Guerra Mundial. Consiste en mezclar elementos diferentes prestados de tradiciones heterogéneas. Se distingue del neoclásico en que ésta construía edificios homogéneos de inspiración única (antigüedad grecorromana). La Academia de las Bellas Artes de París aplica los preceptos del eclecticismo e influencia a varios arquitectos americanos. Las iglesias también llamaron la atención de los arquitectos. Formados en la Escuela de las Bellas Artes de París, los grandes arquitectos americanos aplican al pie de la letra los principios que aprendieron en Francia: planos simétricos, edificios grandiosos y monumentales, riqueza de la decoración y grandes huecos en semicírculo. El decorado clásico se aplica a edificios completamente nuevos como las estaciones.
La iglesia de la Trinidad de Boston se cuenta entre los edificios más notables de ese tiempo. Adoptando un plano centrado, el arquitecto Henry Hobson Richardson apila varios volúmenes para dar al conjunto una configuración piramidal. Utiliza distintos materiales, como el gres y el granito.: 59  Los arcos de medio punto que encuadran las vidrieras son típicos del neorrománico. La ciudad de Nueva York es, con Washington D. C., el principal campo de aplicación del estilo Bellas Artes: se personifica en la biblioteca pública (New York Public Library), el campus de la Universidad de Columbia, el Metropolitan Museum of Art, el American Museum of Natural History y el Museo de Brooklyn.La Gran Central Terminal, la estación más grande de Manhattan, se guía por el mismo espíritu y se acaba en 1913. Su fachada monumental se adorna con columnas y grandes huecos en curva.

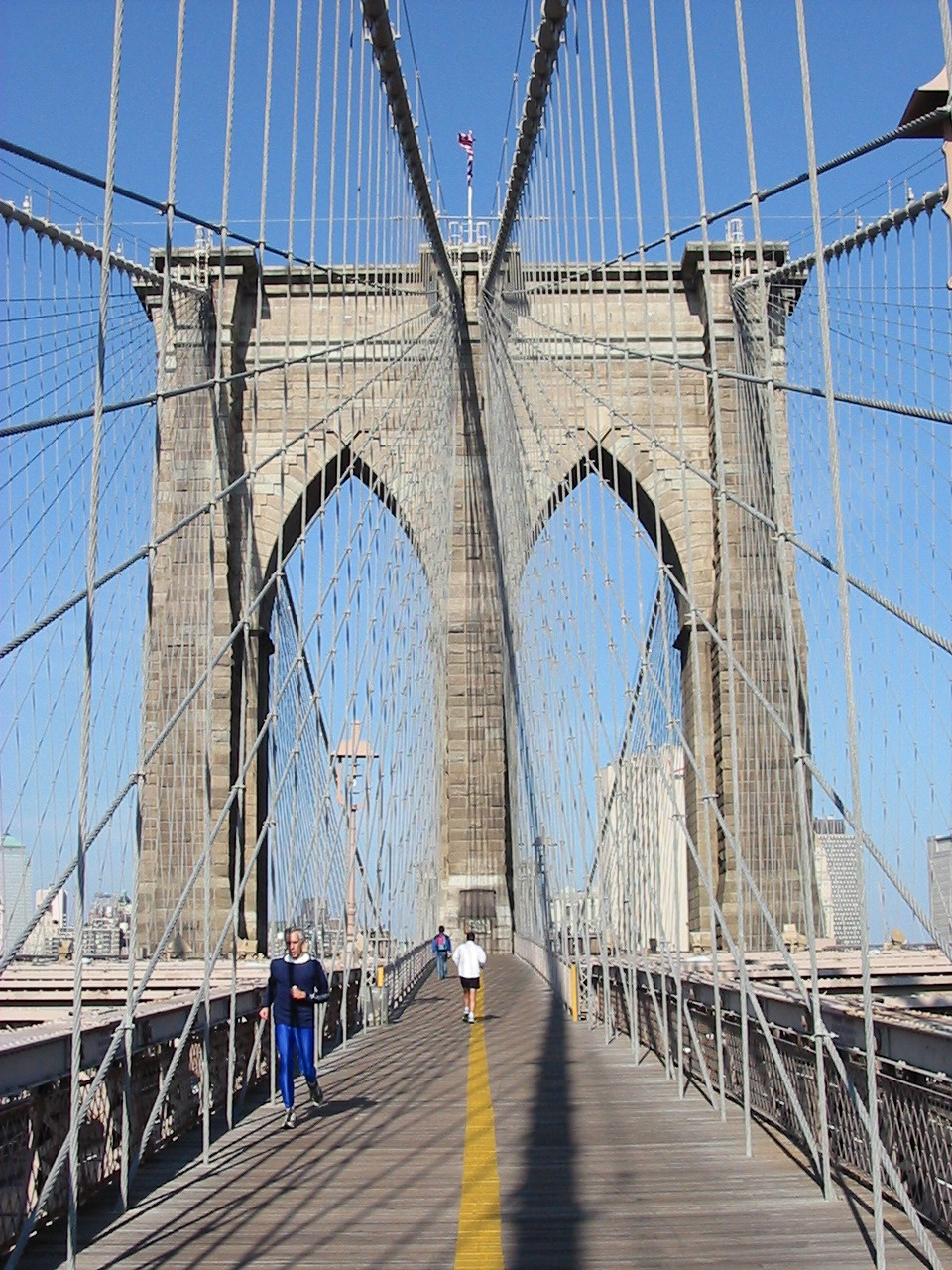
El puente de Brooklyn en Nueva York, construido entre 1867 y 1883, de estilo neogótico, de John Augustus Roebling.

El Puente de Brooklyn es emblemático del eclecticismo y de la ciudad de Nueva York. Da la imagen positiva del progreso y puede compararse con la Torre Eiffel: 62  ya que es obra de un ingeniero, John Augustus Roebling y porque fue criticado por una parte de sus contemporáneos. Los arcos en ojiva recuerdan la tendencia historicista, pero los cables de acero así como el resultado técnico (480 metros de alcance, una de las construcciones más altas de la ciudad al final del siglo XIX) hacen de él un edificio moderno. A partir de los años veinte, el estilo Bellas Artes compite con la tendencia Art decó a pesar de las obras de Paul Philippe Cret (Detroit Institute of Artes, 1927]) y de Bertram Grosvenor Goodhue (Rockefeller Monumento Chapel, 1928; Capitolio du Nebraska, 1919-1932). Las formas neoclásicas se mantienen y siguen existiendo en la capital federal. La National Gallery of Art se inspira aún en el Panteón de Roma y se acaba en 1940, sobre los planos de John Russell Pope.

## Arquitectura residencial

### Casas aristocráticas rurales

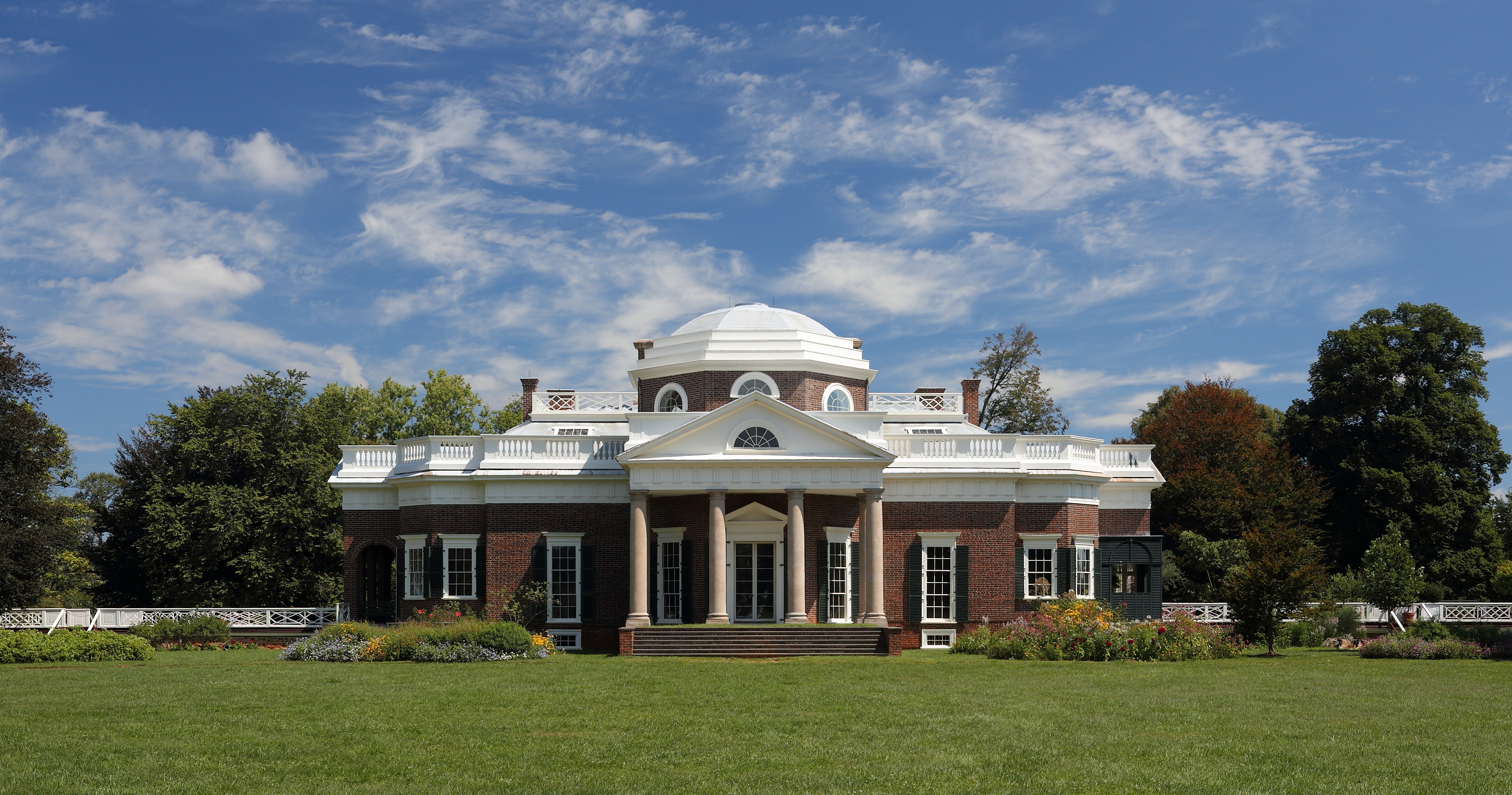
Monticello, Estados Unidos, mansión de Thomas Jefferson, estilo palladiano.

Se desarrollan sobre la costa oriental donde los ricos propietarios y los cultivadores se hacen construir residencias suntuosas y cómodas a partir del siglo XVII, que pretenden imitar a las residencias inglesas.

#### En los siglosXVIIyXVIII
La difusión de los Tratados de arquitectura entre la aristocracia colonial permite afirmarse al estilo georgiano: en Mount Pleasant (Filadelfia), John McPherson se hace construir una residencia en 1761-1762 dotada de una entrada con frontón, sostenido por columnas dóricas. Tiene un techo con barandilla y una resolución simétrica, característica del estilo neoclásico entonces en voga en Europa. En Salem, Samuel McIntire es el arquitecto de la casa John Gardner-Pingree (1805); utiliza el tejado de poca pendiente, la barandilla y el ladrillo. Retoma la idea Palladio de conectar los edificios por un pórtico semicircular con columnas. En los años 1780, el estilo federal se aparta poco a poco del estilo georgiano y pasa a ser un estilo propiamente americano. En el momento de la guerra de independencia las casas se alejan del plano estrictamente rectangular, adoptan líneas curvas y se adornan con detalles decorativos como las guirnaldas y las urnas. Algunas aperturas son de forma elipsoidal; una o más partes son ovaladas o circulares.
Thomas Jefferson elaboró los planes de su propia casa de Monticello en Virginia, cerca de Charlottesville. Bonito ejemplo de estilo palladiano, recuerda el hotel de Salm situado en París, que Jefferson pudo contemplar cuando era embajador en Francia. Utilizó componentes antiguos como columnas dóricas, pórticos tetrástilos y una cúpula central. En Luisiana, las casas coloniales se encargan a veces con frontón neoclásico y columnas, como es el caso a Belle Meade Plantation en Tennessee: de paso simétrico, la residencia dispone de un porche con columnas y de ventanas estrechas. Pero la arquitectura doméstica del sur supo emanciparse del modelo clásico pues añade un balcón a media altura sobre la fachada y se olvida el frontón sobre el pórtico de entrada (Charleston, Carolina del sur; Oak Alley plantación en Luisiana). Las casas se adaptan al clima de la región y se inscriben en la economía de plantación. Tienen un decorado en estuco y en hierro fundido como en el barrio francés.

#### En elsigloXIX

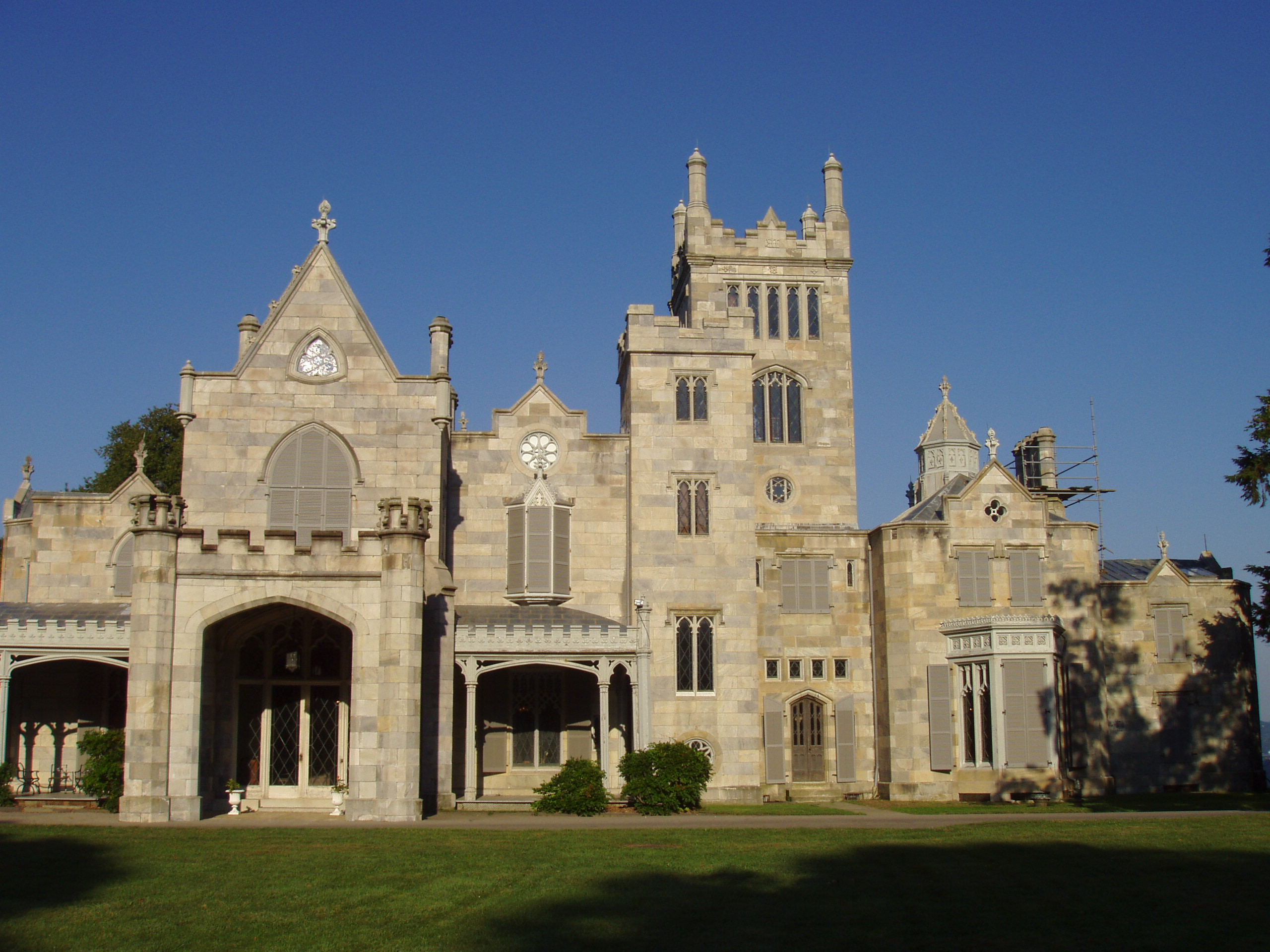
Mansión Lyndhurst de estilo neogótico en Tarrytown, Estado de Nueva York, 1864–1865, obra de Alexander Jackson Davis.

Más tarde, las grandes familias de la costa este se hicieron construir inmensos palacios y chalets de estilo neogótico, en las antípodas del neoclasicismo. Tomaron como modelo la casa inglesa de Sir Horace Walpole a Strawberry Hill. Alexander Jackson Davis (1803 - 1892) trabajó en los proyectos de chalets del valle del Hudson y los equipó de detalles caprichosos extraídos del directorio medieval. Para la residencia de George Merritt a Lyndhurst, elige construir un edificio de plano complejo y abrir varios ventanales que pueden hacer pensar en las vidrieras de las iglesias.
En la segunda mitad del siglo XIX, los arquitectos Richard Morris Hunt, Henri Hobson Richardson y Frank Furness a menudo recibieron encargos de familias ricas como los Ames o Vanderbilt y construyeron residencias de estilos neorrománico o neorrenacimiento.: 71  Los magnates de la industria o del transporte querían grandes mansiones inspiradas en los palacios europeos: el palacio Biltmore, cerca de Asheville en Carolina del Norte, era la residencia privada más grande del país. Richard Morris Hunt copió las alas Luis XII y Francisco I del castillo de Blois. Es la edad de oro de las grandes agencias como McKim, Mead & White y del estilo Bellas Artes, incluso para las construcciones privadas. La arquitectura expresa el prestigio de los notables americanos.

### Hábitat modesto

#### Hábitat popular: la arquitectura de los pioneros
A principios del siglo XX, se difunden manuales poco técnicos, los pattern books. El asentamiento del oeste de los Estados Unidos modifica las necesidades de la arquitectura. Los pioneros utilizan la técnica de la estructura-globo (balloon frame) en el año 1840 y 1850. La primera utilización parece remontarse a 1833 para la edificación de la iglesia St Marys en Chicago. Su éxito radica en la rapidez de la construcción (tableros y clavos estandarizados): 63  que permitía a cada uno realizar fácilmente la estructura y el esqueleto de la vivienda que se cubría a continuación de tablas. El interior de las paredes se cubría de yeso o madera. Fomentó el desarrollo rápido de las ciudades y daba una gran movilidad. Sin embargo, estas casas no ofrecían buenas condiciones sanitarias y se quemaban fácilmente en caso de incendio.

#### Diferentes corrientes arquitectónicas en elsigloXIX

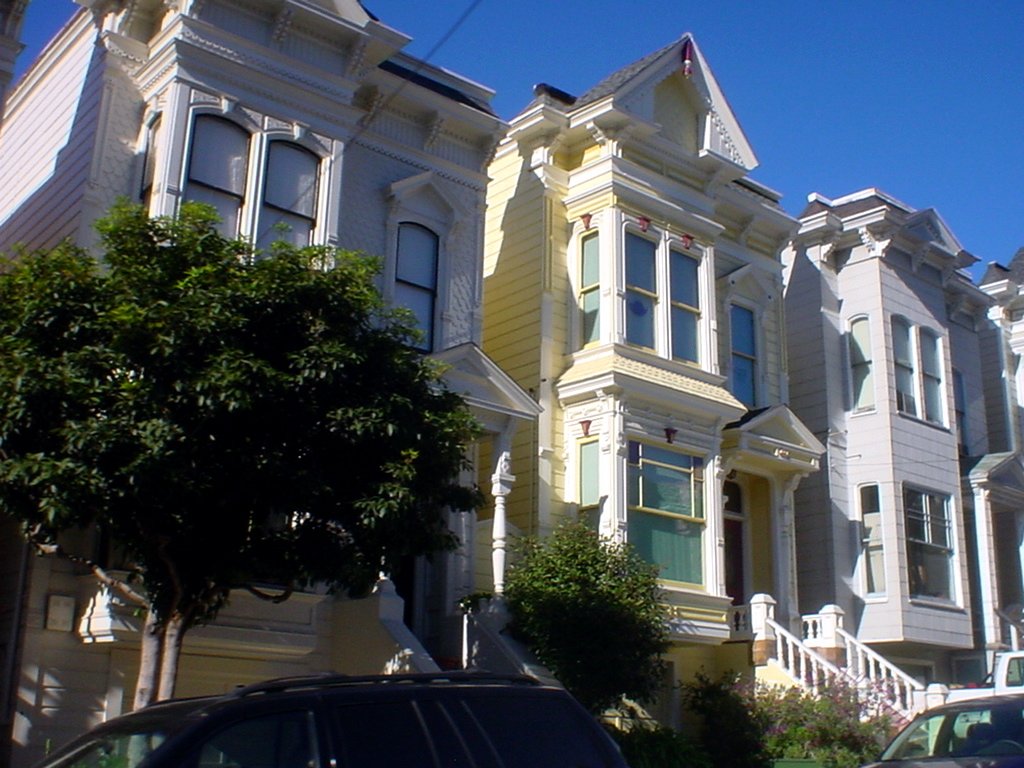
Casas victorianas en San Francisco, estilo italianizante, fin del.

El estilo Stick es un método americano de construcción de las casas que utiliza los muros de protección hechos de vigas de madera. Las construcciones se cierran con altos techos, y tejados empinados. El plano es asimétrico y el espacio interior se abre sobre varias galerías. El exterior no está desprovisto de decoración (consolas de gran tamaño y refinadas), aunque el objetivo principal es la comodidad. Richard Morris Hunt construyó la casa de John N. Griswold a Newport en 1862. El Stick Style se abandona progresivamente después de la crisis de 1873.
Luego el estilo Shingle sustituyó al estilo Stick. Se caracteriza por la simplicidad y la búsqueda de la conveniencia. Henri Hobson Richardson construye la casa de William Watts Sherman en 1874 - 1875 dejando aparecer la estructura en madera. La casa de la Sra. F. Stoughton a Cambridge (1882-1883) y el casino de Newport (1879-1881) conservan la cobertura de tablas. En la costa occidental, que atrae cada vez más americanos y arquitectos, la arquitectura doméstica evoluciona también hacia cada vez más modernidad.
El barrio de Haight-Ashbury, en San Francisco, es representativo de las casas de estilo victoriano italianizante (1860 - 1900). Construidas gracias a la madera de secuoya, resistieron al incendio de la ciudad en 1906. Se decoran mucho y se colorean. Al tiempo, ofrecían toda la comodidad moderna: calefacción central, electricidad, agua corriente... Sus dimensiones se estandarizan: 8 metros para la fachada y 30 metros para la profundidad. Tienen varios pisos y ventanales.
El gusto para la simplificación de los volúmenes y de la decoración exterior progresa gracias a las realizaciones de Irving Gill a quien se deben varias casas californianas de techo plano en el año 1910 (casa de Walter Luther Dodge, Los Ángeles, por ejemplo). Rudolf M. Schindler y Richard Neutra adaptan el modernismo europeo al contexto californiano, en los años veinte (Lovell Beach House, Newport Beach (California); casa Health House en Los Ángeles).

## Arquitectura y revolución industrial (1865-1914)

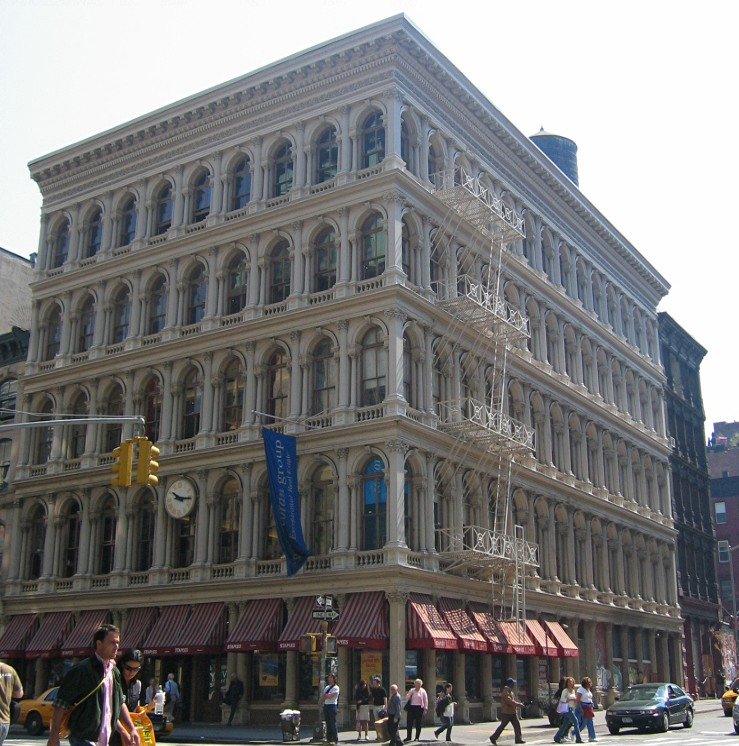
Edificio E. V. Haughwout con armazón de hierro (cast-iron building), Greene Street, Nueva York, 1857.

La segunda mitad del siglo XIX es la de la reconstrucción después de la Guerra de Secesión y del desarrollo económico de los Estados Unidos. La revolución industrial es el nacimiento de nuevos materiales de construcción (acero, hormigón). La urbanización, el crecimiento demográfico y el capitalismo suscitan convulsiones profundas en la arquitectura americana (estaciones, oficinas,…), que conocen su edad de oro. Los arquitectos obtienen un reconocimiento oficial y trabajan tanto para el Estado como para una clientela burguesa en búsqueda de la comodidad. El final de este período se caracteriza por la aparición del cine que exige nuevas construcciones garantizadas, en particular, por Thomas W. Lamb, en Nueva York.

### LosCast-iron Buildings
A mitad del siglo XIX aparecen nuevos métodos de fabricación directa del acero (método Thomas-Gilchrist, hornos Bessemer y Siemens-Martin). Estos descubrimientos permiten la fabricación en masa de un acero de “calidad”. Los industriales hacen valer las calidades del metal en arquitectura: las partes estandarizadas reducen el coste de la construcción. Los riesgos de incendio se disminuyen gracias al método de ignifugación. James Bogardus (1800-1874) es uno de estos empresarios que hace publicidad de este método de construcción vinculado a la revolución industrial y llamado cast-iron building. Varias fábricas y almacenes utilizan esta técnica en Nueva York, como el edificio Harper, construido en 1854 y que imita la fachada de un palacio del Renacimiento. Daniel Badger (1806-1884) fabrica los elementos metálicos que decoran la fachada del edificio Haughwout. Está dotado con el primer ascensor a vapor que sirve los cinco pisos. Las ventanas están encuadradas por columnas corintias y el conjunto está coronado por una cornisa minuciosamente adornada. El decorado de la fachada oculta el esqueleto metálico interno.

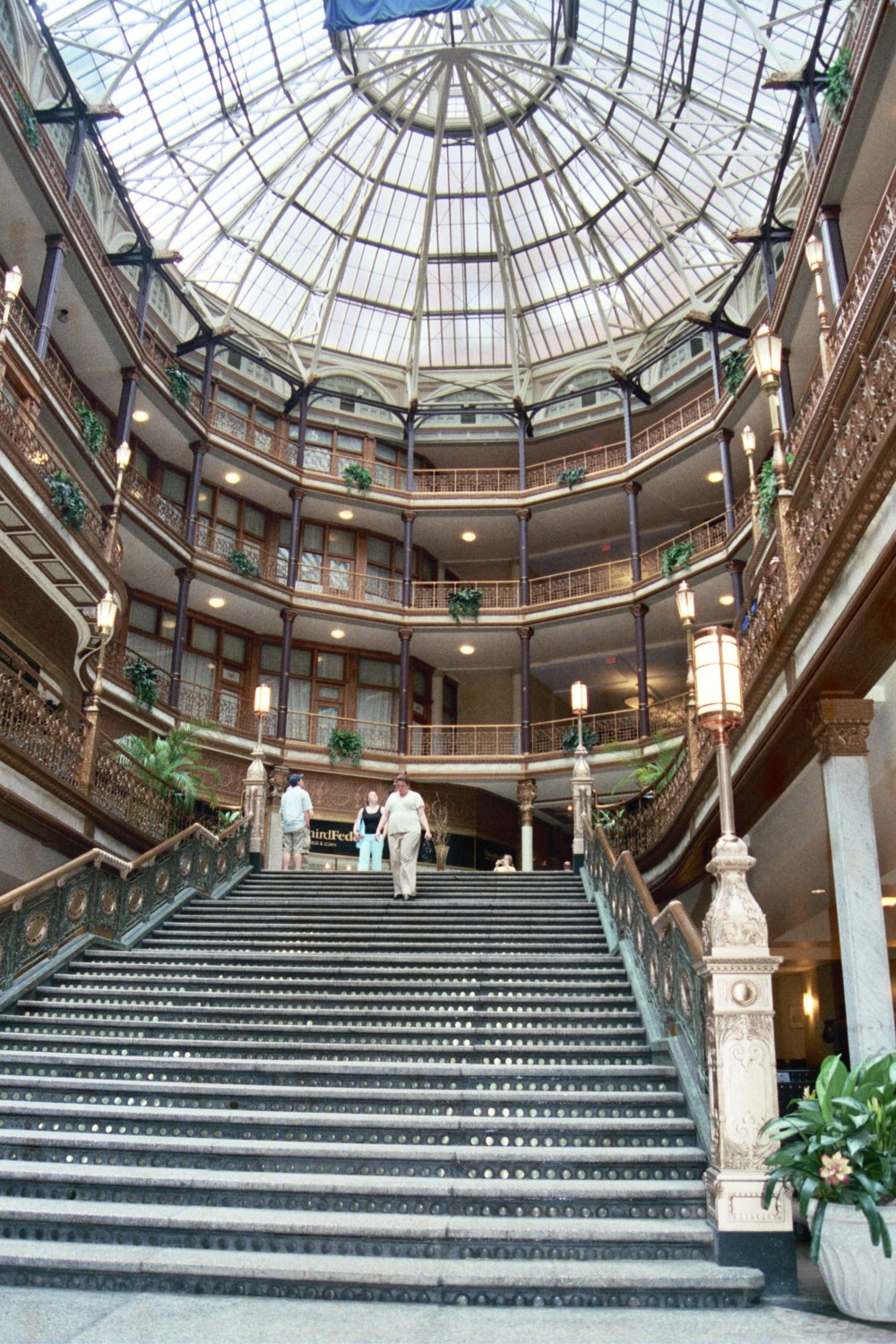
Las Arcadas de Cleveland, 1890

La arquitectura metálica está provista de vidrieras que iluminan el espacio interior: en Cleveland, los soportales de 1890 fueron diseñados por John Eisenmann sobre el modelo de la galería Victor-Emmanuel de Milán. Están formados por 1800 paneles de vidrio y fueron financiadas por los magnates John D. Rockefeller y Marcus Hanna

### Nacimiento de los rascacielos
Las construcciones de rascacielos fueron posibles gracias a la invención del ascensor y al progreso de la siderurgia. La planta en tablero y la especulación de la propiedad de la tierra en los centros urbanos americanos no son extraños al éxito de este método de construcción. Por fin, la agrupación de las empresas y la competición capitalista incitan a la subida vertical de los edificios.
Es difícil decir cuál fue el primer rascacielos de la Historia. Los neoyorquinos afirman que es el New York Tribune Building, diseñado por Richard Morris Hunt (1873, 78 metros). Otros consideran que es el Home Insurance Building (1884 - 1885), en Chicago, construido por los miembros de la Escuela de Chicago: Louis Sullivan, William LeBaron Jenney, Daniel Burnham, William Holabird y Martin Roche. Propugnan un estilo sencillo y utilitario; algunos consideran que prefiguran el movimiento racionalista.

### Rascacielos neogóticos

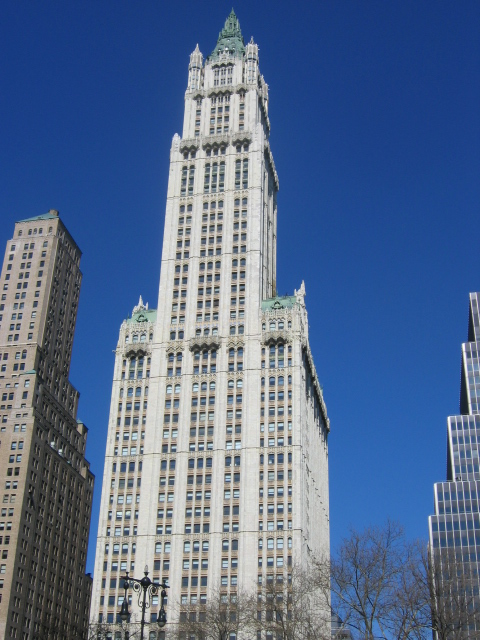
Edificio Woolworth, de Cass Gilbert 1913, Nueva York, en estilo neogótico.

El edificio Woolworth de Nueva York, una obra del arquitecto Cass Gilbert (1913) es uno de los rascacielos neogóticos más conseguidos. Con sus 60 pisos, le sobrepasaba entonces la Metropolitan LIFE Tower. Las tres primeras plantas son de una bonita caliza sustituida en las siguientes por terracota.: 77  La tendencia neogótica impulsó al arquitecto que debió añadir falsos contrafuertes y gárgolas. Habida cuenta del gigantismo del edificio, los elementos decorativos fueron de gran tamaño a fin de ser visibles desde la calle. En Chicago, el proyecto de la sede del Diario Chicago Tribuna se otorga a Raymond Hood y John Mead Howells. Inaugurado en 1925, es uno de los edificios emblemáticos de la ciudad y parece una catedral laica notable.

### Reflexiones sobre los rascacielos

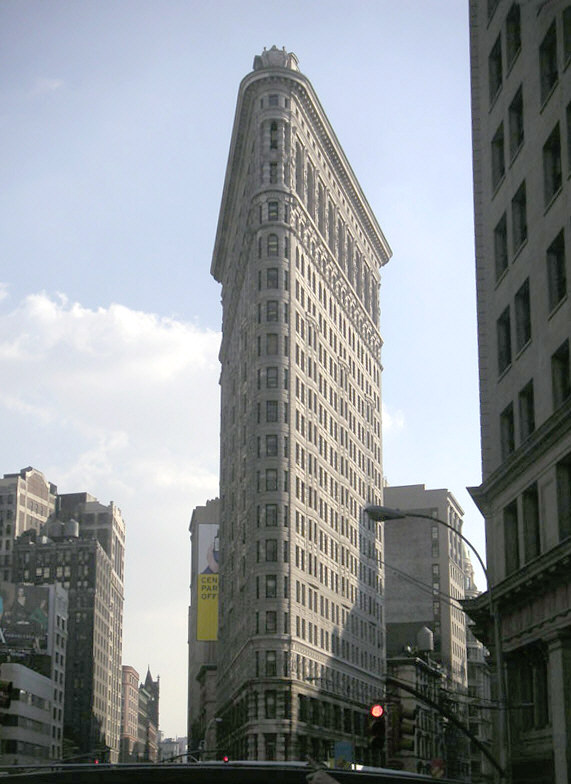
Daniel Burnham, Flatiron Building, 1902, New York, estilo Bellas Artes.

Rápidamente, varios arquitectos estadounidenses (entre los cuales se encuentra Louis Sullivan…) criticaron esta nueva arquitectura vertical. La subida vertiginosa de los edificios impide a la luz alcanzar el suelo. El plano ortogonal implica una acumulación de la circulación. Existe el riesgo de uniformar el aspecto del centro de las ciudades. Por fin, surgen nuevos problemas de seguridad, en particular, en materia de incendios. A partir de 1916, para responder a estas dificultades se adopta en Nueva York una ley sobre la subdivisión en zonas ( Zoning Law). El Reglamento obliga a los arquitectos a adaptar la altura de los edificios en función del tamaño de la parcela. Sigue estando en vigor hasta 1961. Eso da lugar a la construcción de edificios piramidales (últimos pisos más pequeños) como el Edificio Empire State, o incluso se construye solamentesobre una parte de la parcela, como el Seagram Building (Ludwig Mies Van der Rohe y Philip Johnson, 1958) que proporciona unadisminución de 28 metros con relación a Park Avenida, y propone un medio original de integración del rascacielos en la ciudad. Aún hoy, este derecho al cielo se regula mucho (Tiffany vendió su derecho a Trump, permitiendo la subida del Trump Building).
En 1904 Frank Lloyd Wright se interesa también por el problema de la luz, diseña el Larkin Administration Building en Búfalo al que organiza alrededor de un gran patio central iluminado por arriba y al cual dan las puertas de cada piso. El edificio se abre hacia el interior y tiene una gran sala común en el centro. Al utilizar la piedra y el ladrillo y recortar planos horizontales, Wright rechaza la normalización del rascacielos.

## La arquitectura delsigloXX(de 1914 hasta nuestros días)

### La obra de Frank Lloyd Wright

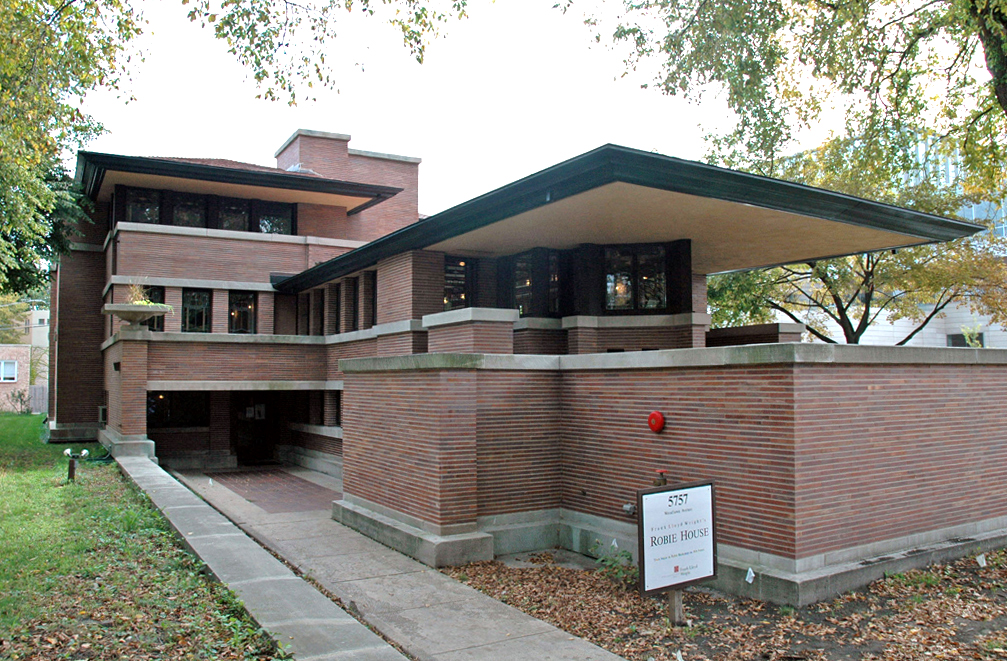
Robie House, Chicago, Frank Lloyd Wright, 1906-1909, estilo Prairie School.

La Prairie School inaugura el periodo de la arquitectura orgánica en Estados Unidos. Louis Sullivan y Frank Lloyd Wright se consideran como sus principales representantes. La primera gran casa de la Prairie School es la de Highland Park en Illinois, terminada en 1902 por Ward W. Willitts. Wright aboga por un plano centrado y asimétrico, organizado en torno a la chimenea. La casa es representativa de la idea de apertura a la naturaleza y de horizontalidad. La entrada es modesta y las habitaciones son bajas de techo: en su autobiografía (1932), Wright reconoce que las calibra tomando la talla de un hombre de 1,74 m. El ejemplo más logrado de la Prairie School es seguramente la casa Robie situada en Chicago (1906-1909) que recuerda un alargado buque trasatlántico.
Después de una estancia en Japón, Frank Lloyd Wright vuelve a Estados Unidos y pone a punto la técnica de los textile blocks, es decir, que recurre a bloques de hormigón estandarizados. Ello da como resultado casas de aspecto sencillo y conciso, como la casa de Alice Millard en Pasadena (1923, California). Gracias al mecenazgo de Edgar J. Kaufmann, Wright continúa sus investigaciones y construye la célebre Casa de la Cascada en 1936. Explota las posibilidades del voladizo y de las ventanas de ángulo.

### El art déco en la arquitectura estadounidense

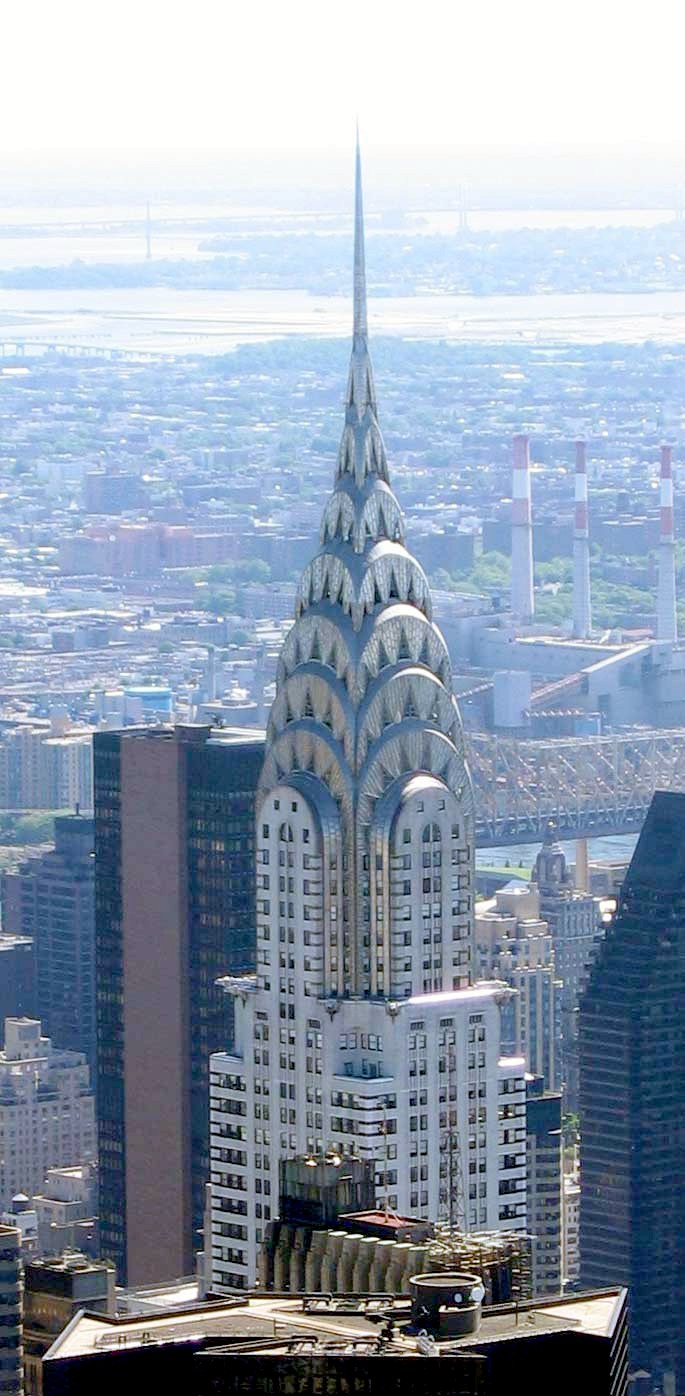
William Val Allen, Chrysler Building, Nueva York, Art déco, 1930.

A finales de los años 1920, la influencia del art déco se hace sentir en la arquitectura estadounidense, mezclándose con las exigencias urbanísticas locales y las fuentes de inspiración precolombinas.: 79  El partido tomado por la simplificación geométrica, la estilización y el empleo de materiales lujosos está perfectamente ilustrado en los rascacielos de Nueva York (Chrysler Building, Empire State Building, Chanin Building, etc.). Las demás realizaciones están aisladas (Board of Trade Building, Fisher Building, 1928 y Guardian Building, 1929, Detroit) o situadas en la costa Oeste (Los Ángeles: Argyle Hotel, The Eastern Building, 1929, por Claude Beelman; San Francisco: Golden Gate Bridge, 1937).
A pesar de la crisis de Wall Street en 1929, los rascacielos se elevan sobre el suelo, a veces a una velocidad impresionante como en el caso del Empire State Building, calificado de maravilla del mundo moderno. El Rockefeller Center, enorme complejo situado en el corazón de Manhattan, marca la idea ambiciosa de construir una "ciudad en la ciudad: 79  en una época más bien sombría. Para sostener este arranque y bajar el paro en el sector de la construcción, el presidente Roosevelt invierte en una serie de grandes obras públicas. El Art déco conoció un desarrollo singular en Florida: numerosos hoteles se construyeron en Miami Beach después del huracán de 1926. Los elementos decorativos en estuco y en mármol representan la fauna y la flora locales (flamencos rosas, palmeras...) por lo que se habla de una tendencia Tropical Art Deco, que utiliza colores pastel. La comisión de los sitios históricos ha clasificado más de 800 de estas construcciones, exuberantes en ocasiones, que se concentran en Lincoln Road Mall y Ocean Drive. El Art Déco de Florida se declinará en cuatro tendencias de los años 20 a los años 40: Zig-zag modern, Mediterranean revival, Streamline moderne y Depression modern.

### El Estilo Internacional y la influencia de la Escuela de la Bauhaus

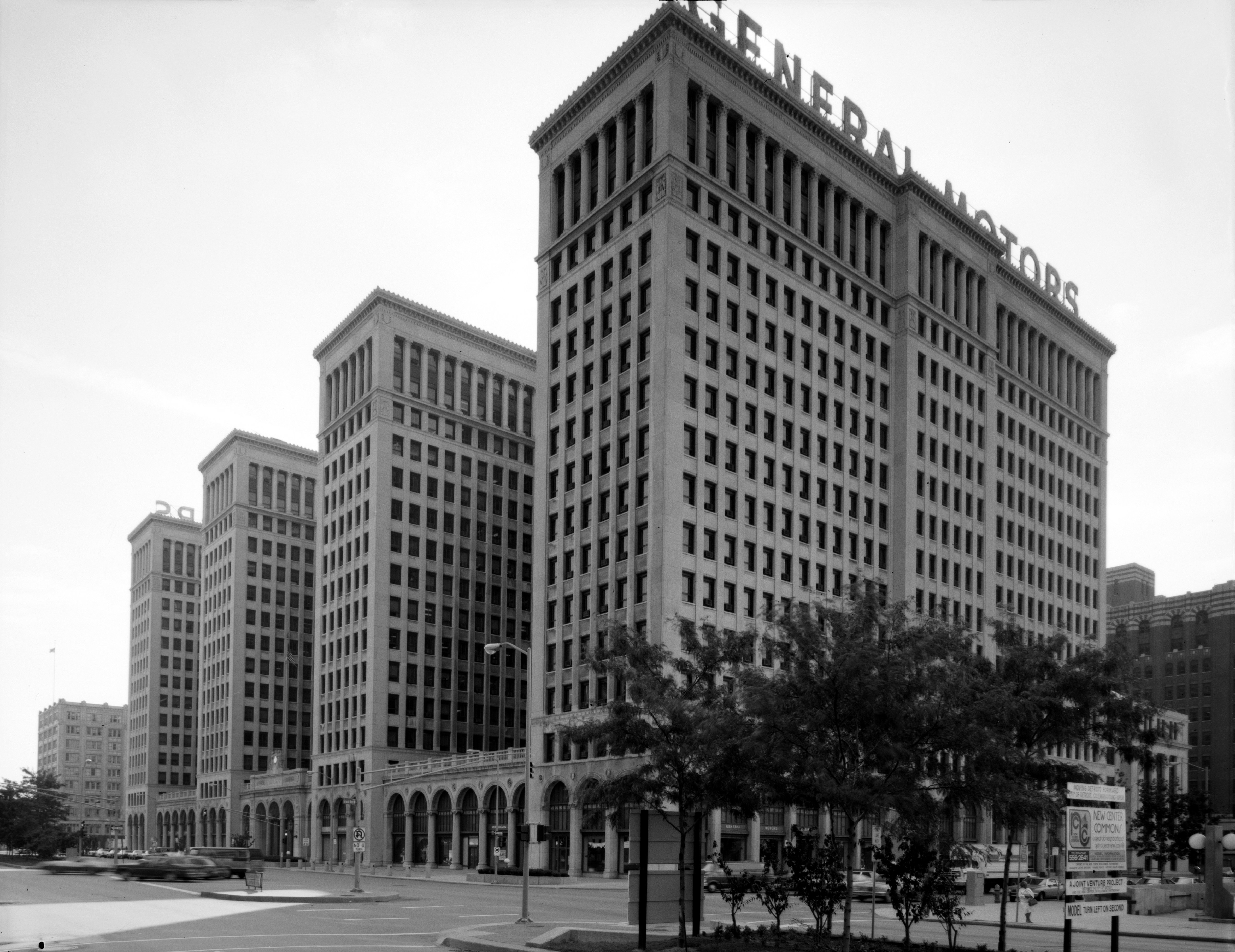
Albert Kahn, General Motors Building, Detroit, Míchigan, estilo internacional.

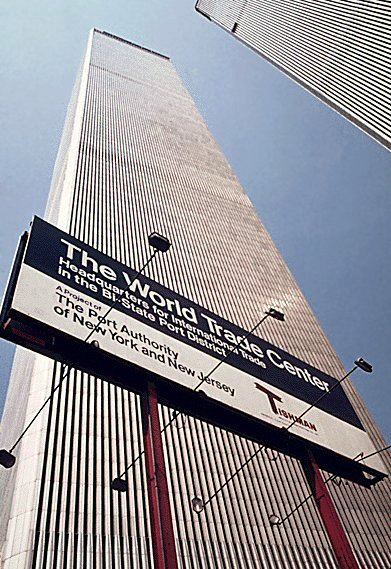
El World Trade Center, de estilo internacional, destruido por los ataques del 11 de septiembre del 2001

La expresión International Style (Estilo internacional) se utiliza por primera vez en 1932 en una obra de Henry-Russell Hitchcock y Philip Johnson, redactada tras una exposición del MoMA de Nueva York titulada Arquitectura Moderna . El auge de las dictaduras en Europa dejó a América la iniciativa de la difusión del modernismo arquitectónico acogiendo a los arquitectos europeos emigrados, en particular alemanes y austriacos. En 1933, la escuela de la Bauhaus cerró sus puertas en Alemania por la presión de los nazis, sus artistas perseguidos duramente, huyeron a menudo a los Estados Unidos, en particular, a Chicago, mientras que sistemáticamente se destruían sus obras en Alemania.
Tres normas básicas señalan la ruptura con la arquitectura tradicional: valorizar los volúmenes con superficies externas lisas; evitar todo elemento decorativo pero cuidar los detalles arquitectónicos; finalmente seguir el principio de regularidad. El Estilo internacional se presenta pues como una tendencia resueltamente modernista.

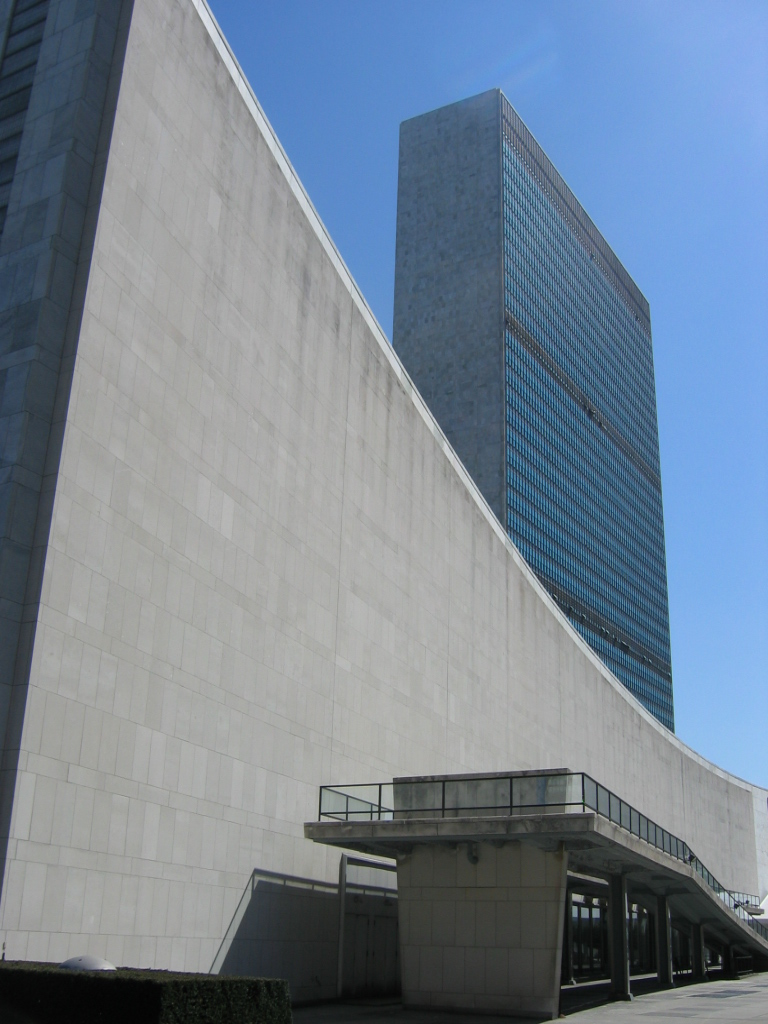
Le sede de la ONU, 1951, Nueva York, estilo internacional, obra colectiva.

La sede de la ONU en Nueva York es el ejemplo más notable del estilo internacional después de 1945. Se construyó a lo largo del East River en un terreno adquirido gracias a una donación de John Davison Rockefeller Junior. Fue inaugurada el 9 de enero de 1951 y se convirtió en el símbolo del internacionalismo y el progreso.
Aplica la concepción de edificios separados según su función. El rascacielos que alberga el Secretariado de las Naciones Unidas llega a 164 metros y se presenta sobre dos caras como un muro cubierto de vidrio y aluminio, mientras que los otros lados están cubiertos con placas de mármol.
El período de la posguerra se caracteriza por las obras del finlandés Eero Saarinen cuyo eclecticismo se manifiesta en el auditorio Kresge del Massachusetts Institute of Technology (MIT - 1956), el arco de San Luis (1967) o también en su trabajo sobre las terminales de los aeropuertos de Nueva York y Washington D. C.. El alemán Walter Gropius enseña arquitectura en Harvard y construye con Pietro Belluschi el controvertido edificio de Pan Am en Nueva York (1963). Forma a los grandes arquitectos de la generación siguiente y funda con varios jóvenes arquitectos el estudio The Architects' Collaborative. Ludwig Mies Van der Rohe llega a Estados Unidos en 1937 y aplica sus conceptos del clasicismo modernista en Nueva York (edificio Seagram, 1958), Chicago (universidad en South Side). Es el arquitecto más fértil de todos.
La corriente modernista utilizó ampliamente el hormigón, dejándolo en estado bruto en varias obras de los años sesenta y 1970: el Carpenter Center for the Visual Artes en el campus de Harvard es el único edificio diseñado por Le Corbusier en los Estados Unidos.: 109  Los representantes más famosos de la tendencia brutalismo son Paul Rudolf, Marcel Breuer, Bertrand Goldberg y Louis Kahn.
Después de la Segunda Guerra Mundial, los años de crecimiento económico ven nacer el Pop Arte que influyó sobre las realizaciones arquitectónicas. Robert Venturi y Charles Willard Moore son arquitectos que se atreven a utilizar una decoración pintoresca y variada, en total contradicción con la austeridad del estilo internacional contemporáneo.: 113  La moda de California Crazy, utilizada por James Wines, consiste en hacer de un objeto ordinario y diario una forma arquitectónica (un snack bar con forma de hamburguesa). Los parques de atracciones utilizan esta arquitectura del ocio, criticada como una arquitectura de fachada, vulgar y transitoria. Se encuentra esta tendencia colorista, chillona y excéntrica en Las Vegas.

## El replanteamiento del estilo internacional: el postmodernismo

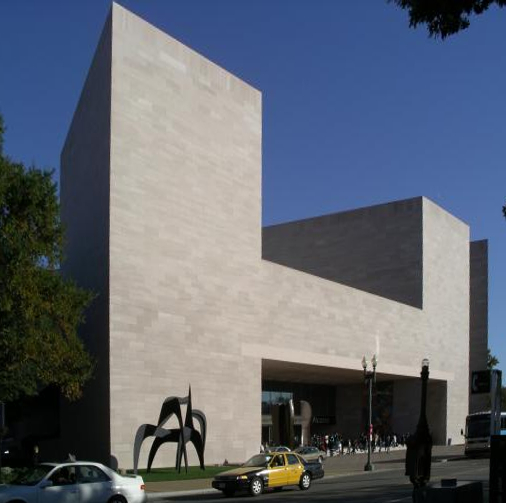
National Gallery of Art, Ieoh Ming Pei, Washington D. C., estilo postmoderno.

Los años 1970 marcan un antes y un después en la arquitectura estadounidense, a causa de la crisis del petróleo y de la puesta en consideración de la herencia patrimonial. Se asiste a la crítica del estilo internacional y de su tendencia minimalista y austera. Numerosos arquitectos retoman los estilos Beaux-Arts y art déco.
Las obras maestras del postmodernismo son el Lincoln Center y la Metropolitan Opera (Nueva York, 1962-1966). La tendencia ecléctica se expresa en los campus universitarios como el de Yale (Gordon Wu Hall, 1980, Robert Venturi). Los rascacielos de Philip Johnson se alejan de la banalidad y de la tendencia a la uniformidad (IDS Center en Mineápolis). Este arquitecto intenta establecer códigos, referencias al pasado y elementos totalmente modernos. El American Telephone and Telegraph Company de Nueva York cuenta con un arco de entrada monumental en 8 niveles y una azotea en forma de frontón inacabado; ha sido fuertemente criticado.

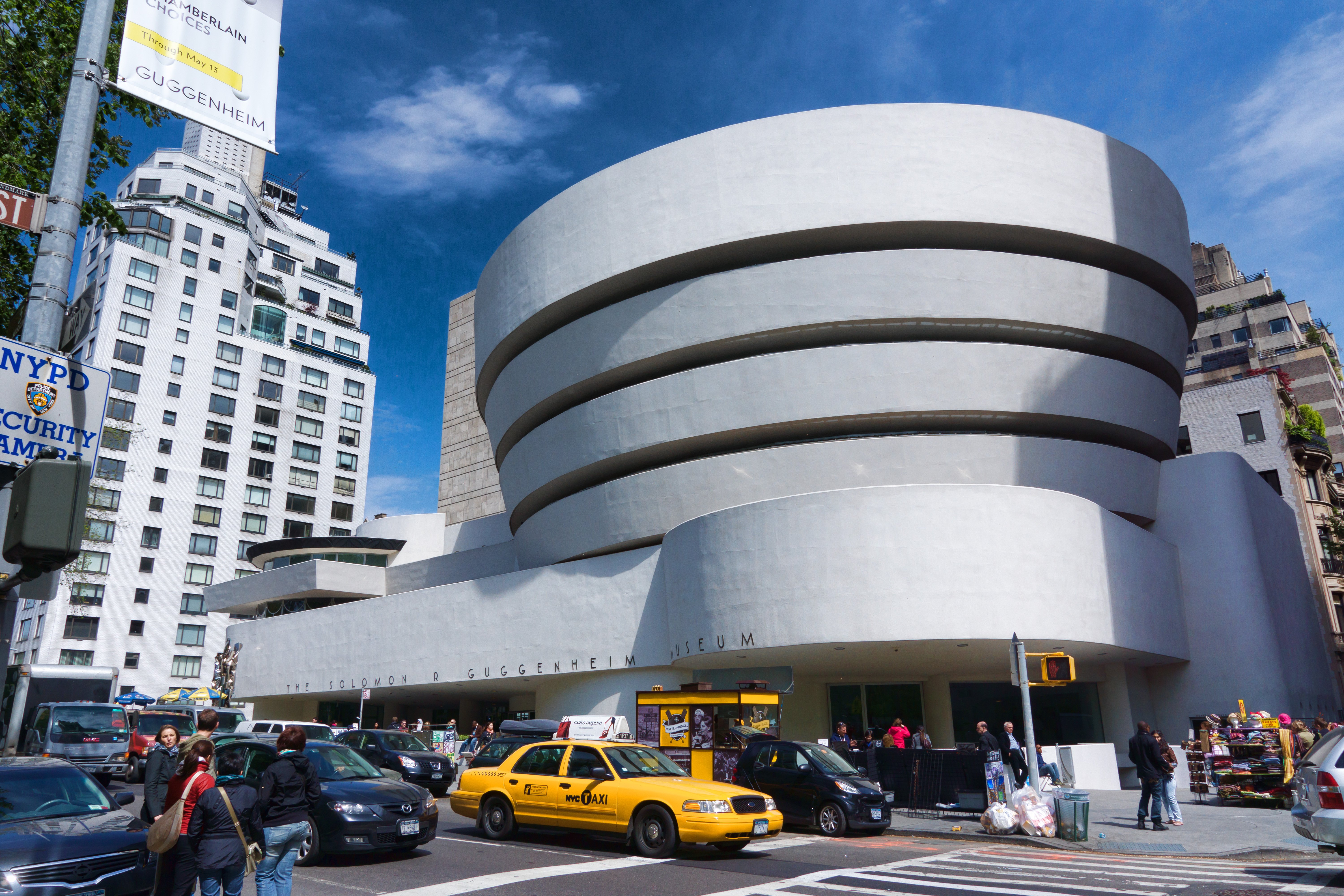
El museo Guggenheim de Nueva York, diseñado por Frank Lloyd Wright.

Por último, los museos necesitan una renovación arquitectónica durante este periodo. Se piensa en primer lugar en el Solomon R. Guggenheim Museum. El Metropolitan Museum of Art se dota de nuevas alas encomendadas a John Dinkeloo y Kevin Roche, que utilizan grandes vidrieras (ala Sackler, por ejemplo). Edward Larrabee Barnes adopta un atrevido plano en hélice para el Walker Art Center de Mineápolis (1968-1971). También trabaja para el Dallas Museum of Art (1984) y el Smart Museum of Art de Chicago. Finalmente, Ieoh Ming Pei y Richard Meier marcan con su huella varios lugares culturales en los años 1980. Para la National Gallery of Art, Pei yuxtapone los volúmenes. Richard Meier renueva el género Le Corbusier (Getty Center en Los Ángeles (1985-1997), High Museum of Art en Atlanta (1980-1983)).
Los otros grandes representantes del postmodernismo estadounidense son Charles Willard Moore, Stanley Tigerman, Wallace K. Harrison y Robert Venturi. Algunos tienen una carrera internacional.

## SigloXXI: innovación y nuevos desafíos

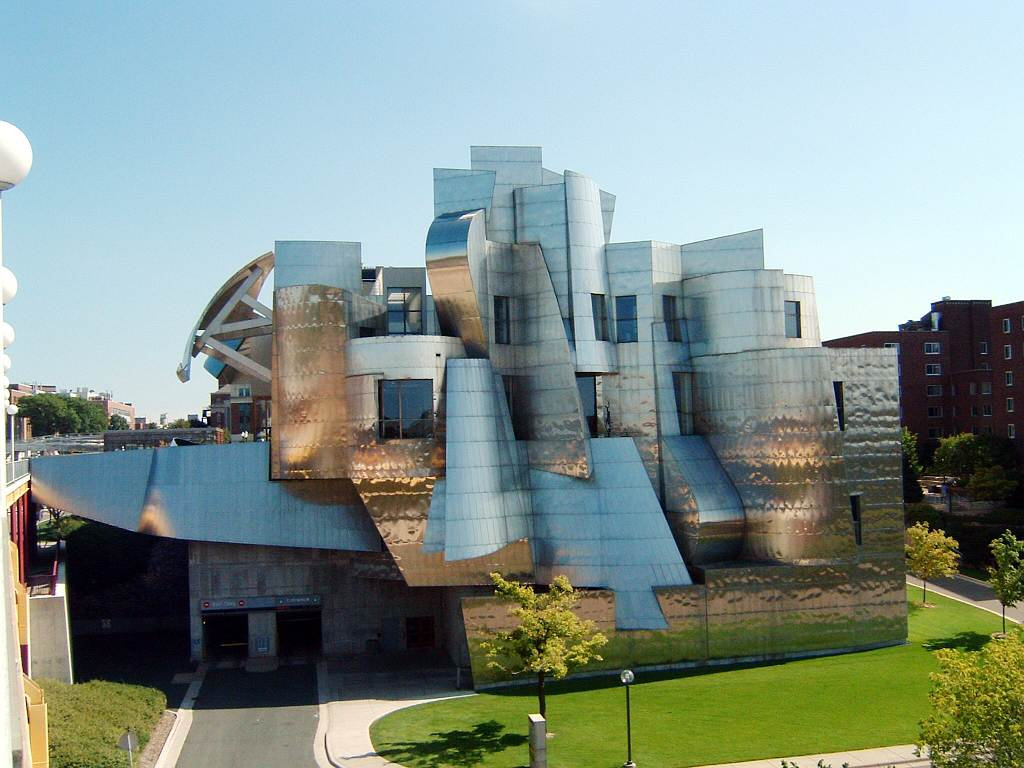
Museo de Arte Weisman, Mineápolis.

Los atentados del 11 de septiembre de 2001 provocaron el comienzo de una reflexión sobre los rascacielos, su simbología y su seguridad. Aparecen nuevas exigencias ecológicas (arquitectura verde) y el uso de la informática transforma el modo de entender la arquitectura. En el contexto de la globalización, se tendría la tendencia a pensar que todas las megalópolis se parecen. Sin embargo, se asiste más bien a un aumento de la diversidad gracias a los nuevos materiales (acero tensado, estructuras-membrana) y a la osadía de los arquitectos. La arquitectura del lugar tiene en cuenta las condiciones ambientales (seísmos, frío...) e intenta utilizar paneles solares (caso de California). Hoy ve la luz una nueva generación de rascacielos "verdes" ("green buildings") en las metrópolis estadounidenses: el estudio de arquitectura con sede en Chicago Skidmore, Owings and Merrill ha diseñado el inmueble 7 World Trade Center en Nueva York, que maximiza el uso de la luz natural y el empleo de materiales reciclados. El US Green Building Council (USGBC) es el órgano encargado de atribuir a un edificio la etiqueta de "construcción ecológica".
Finalmente, se invita a los arquitectos estadounidenses a reflexionar, con sus colegas urbanistas, sobre la revitalización de los centros de negocios y de los barrios intermedios degradados (creación de lofts, rehabilitación del barrio de Harlem por Roberta Wash).

## Protección del patrimonio arquitectónico

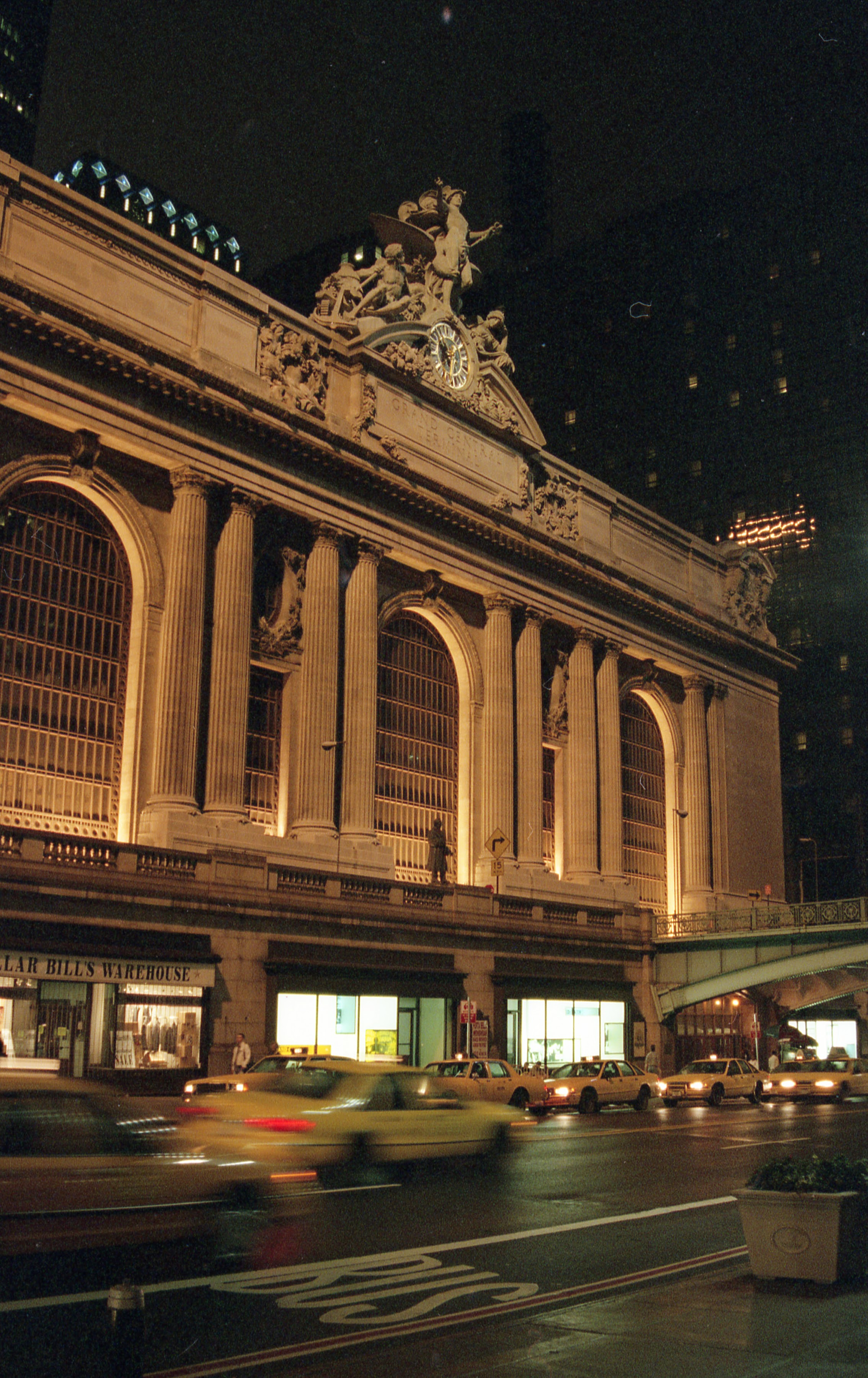
Grand Central Terminal de Nueva York, salvada de la demolición en los años 1970.

Los Estados Unidos tiene la suerte de no haber sido afectados por las destrucciones ocasionadas por las dos guerras mundiales. No han conocido los bombardeos y la destrucción de ciudades como Europa o Japón. Por el contrario, el territorio presenta riesgos naturales importantes para el patrimonio: seísmos en California, ciclones alrededor del golfo de México que son particularmente devastadores. Para proteger los edificios históricos de los apetitos especulativos y privados, el Estado federal se ha dotado de varias instituciones: al principio del siglo XX, los monumentos nacionales americanos se crean para proteger lugares naturales y también realizaciones arquitectónicas (poblados amerindios, fuertes de la época colonial, misiones españolas...); desde 1935, el Servicio de parques nacionales(National Park Service en inglés) se encarga de listar los edificios, los monumentos o los barrios de interés histórico en los Estados Unidos.
Pero el movimiento de rehabilitación de edificios antiguos se desarrolla sobre todo a partir de los años 1970. Se protesta contra las operaciones de renovación urbana destructiva (estación de Pensilvania, demolida en 1965 y Singer Building destruido en 1968. En 1975, una campaña de opinión en la que participa Jackie Kennedy salva de la destrucción la estación Grand Central Terminal de New York, construida al principio del siglo XX. En 1998, los trabajos de restauración interior hicieron reaparecer el techo en forma de estrella del hall principal.
Con ocasión del bicentenario de la Declaración de Independencia (1976), el gobierno decide renovar la herencia urbana y local de la nación. Toma conciencia de defender el patrimonio más reciente: es así como el liceo de Little Rock fue registrado como lugar histórico protegido el 6 de noviembre de 1988 por su importancia en el movimiento de los derechos cívicos a finales de los años 1950. Con la desindustrialización, la rehabilitación de antiguos almacenes o fábricas se hizo muy activa. Hay una voluntad de adaptar una vieja estructura a los nuevos usos conservando siempre su interés histórico. En fin, las asociaciones tales como «Historic New England» están atentas a preservar y mantener el patrimonio local.

## Escuelas de arquitectura estadounidenses

### Historia
La enseñanza de la arquitectura en la primera mitad del siglo XIX permanece bajo la influencia de los métodos ingleses. Por otra parte, no existen aún lugares de formación especializada. Las agencias de arquitectura y sus bibliotecas hacen las veces de escuelas. Los sketching clubes dan cursos de noche en las grandes metrópolis. Se federan en 1891 para formar la Architectural League of America.
En 1865, los primeros cursos de arquitectura se dan en MIT bajo la tutela de William Robert Ware, luego en la Universidad de Columbia en 1881. El congreso del American Institute of Architecture (AIA) se reúne por primera vez en 1867. La sociedad de los arquitectos de las Bellas Artes (Society of Bellas Artes architects) se crea en 1894. Es necesario esperar a 1903 para que un departamento de arquitectura abra en la costa occidental, en la Universidad de Berkeley. En 1905, la academia americana abre sus puertas a Roma. Esta enseñanza se abre lentamente a las minorías (el negro William Taylor sale número uno de su promoción al MTI en 1892) y a las mujeres. La arquitecta Julia Morgan es elegida por William Randolph Hearst para construir su residencia de San Simeon. Las revistas de arquitectura contribuyen a difundir el interés por esta disciplina:una de las primeras es American Architect and Building News en Boston en 1876. En San Francisco, se puede leer el Californian Architect and Building News' a partir de 1879. La influencia de la Escuela de las Bellas Artes de París sigue siendo preponderante y se forma a los arquitectos americanos allí. El Bellas Artes Institute of Design' se crea en 1916.
La academia Cranbrook, cerca de Detroit, formó arquitectos americanos en el siglo XX. Creada por George G. Booth, un magnate de la prensa, el proyecto se confió a Eliel Saarinen. Se construye a una escuela de muchachos entre 1926 y 1930; luego viene una escuela de muchachas (1929-1931) [23]. Con su hijo, construye el Cranbrook el Instituto de las ciencias (1936-1937) y la biblioteca de la academia (1938-1942), que se inspira en palacio de Tokio en París.

### Hoy

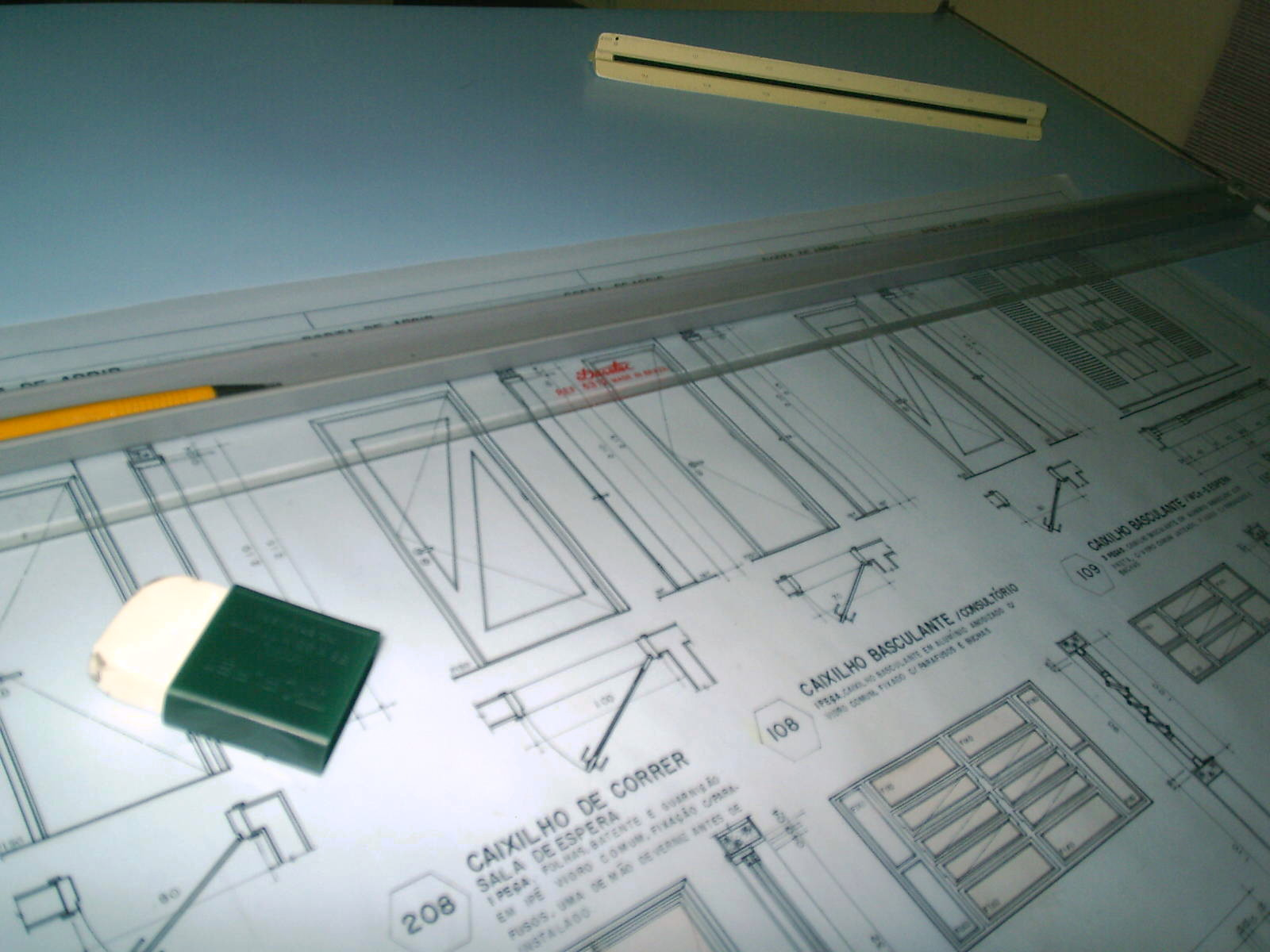
Escritorio de arquitecto.

Las escuelas de arquitectura más prestigiosas de Estados Unidos son:
- Harvard Graduate School of Design;
- Cal Poly, San Luis Obispo, College of Architecture and Environmental Design;
- Universidad de Cincinnati, Design, Architecture, Art and Planning;
- Universidad Cornell, College of Architecture, Art and Planning;
- Yale, School of Architecture;
- Universidad de Texas en Austin, School of Architecture;
- Universidad del estado de Kansas, College of Architecture, Planning and Design;
- Universidad de Míchigan, TAUBMAN COLLEGE Architecture and Urban Planning;
- Universidad de Pensilvania, School of Design;
- Universidad de Columbia, Nueva York, Graduate School of Architecture, Planning and Preservation.

## Arquitectos estadounidenses

### Clasificación alfabética
Véase la Categoría:Arquitectos de Estados Unidos

### Clasificación por estilo
| - Asher Benjamin - Charles Bulfinch - John Gardner-Pingree - Peter Harrison - Thomas Jefferson - Benjamin Latrobe - John MacPherson - Robert Mills - William Strickland - Henry Walters - Alexander Jackson Davis - Andrew Jackson Downing - Cass Gilbert - Raymond Hood - Richard Upjohn | - Paul Cret - Frank Furness - Bertram Grosvenor Goodhue - Richard Morris Hunt - John Russell Pope - Henry Hobson Richardson - Daniel Burnham - William LeBaron Jenney - William Holabird - Martin Roche - Louis Sullivan - Louis Sullivan - Frank Lloyd Wright | - Philip Johnson - Pietro Belluschi - Paul Rudolf - Marcel Breuer - Bertrand Goldberg - Louis Kahn - Edward Larrabee Barnes - John Dinkeloo - Wallace K. Harrison - Philip Johnson - Richard Meier - Charles Willard Moore - I. M. Pei - Antoine Predock - Kevin Roche - Stanley Tigerman - Robert Venturi |